# Liste von Sakralbauten in Essen
Die Liste von Sakralbauten in Essen umfasst Sakralbauten im heutigen Essener Stadtgebiet in Trägerschaft der christlichen Konfessionen und anderer religiöser Gemeinschaften sowie Sakralbauten, die kirchengeschichtlich, stadtgeschichtlich oder architektonisch von Bedeutung sind und waren.
Die Industrialisierung in Essen und die damit verbundene Einwanderung vieler großenteils protestantischer Arbeitskräfte für die Kohle- und Stahlindustrie brachte in der zweiten Hälfte des 19. Jahrhunderts einen Boom im Kirchenbau mit sich. Spätere Bauten aus der Zeit zwischen den Weltkriegen und Nachkriegsbauten sind meist architektonisch wertvoll und heute oft unter Denkmalschutz gestellt. Die Gründung des Ruhrbistums 1958 zog weitere Kirchenneubauten nach sich. Seit der Jahrtausendwende begegnen die evangelische und die katholische Kirche jedoch mit Kirchenschließungen und der Profanierung, Umwidmung oder der Niederlegung von Kirchengebäuden der sinkenden Zahl von Kirchenmitgliedern.

## Evangelische Kirchen

### Kirchen der Rheinischen Landeskirche
| Name                                                                 | Bild | Stadtbezirk/-teil                                      | Errichtung             | Träger | Status                               | Bemerkungen |
| -------------------------------------------------------------------- | ---- | ------------------------------------------------------ | ---------------------- | ------ | ------------------------------------ | --- |
| Marktkirche                                                          |      | I 01 Stadtkern 51° 27′ 26″ N, 7° 0′ 45″ O              | um 1043                |        |                                      | erste protestantische Kirche in Essen, 1543 Forderung des Bürgertums nach evangelischem Prediger; bis 1890 St. Gertrudis; ehem. dreischiffige spätgotische Hallenkirche, im Zweiten Weltkrieg zerstört, Wiederaufbau der beiden östlichen Joche; seit 1985 unter Denkmalschutz |
| Kreuzeskirche                                                        |      | I 01 Stadtkern 51° 27′ 34″ N, 7° 0′ 40,3″ O            | 1894–1896              |        |                                      | Grundsteinlegung 31. Oktober 1894; Einweihung 1. Dezember 1896; Architekt: August Orth, weitgehende Zerstörung im Zweiten Weltkrieg, Außenbau 1949–1953 neu errichtet, besitzt seit 1968 die größte Orgel einer ev. Kirche in Essen, seit 1987 unter Denkmalschutz, wurde 2014 verkauft und saniert, wird aber weiterhin aktiv als Kirche sowie als Veranstaltungsort genutzt |
| Lutherkirche                                                         |      | III 08 Frohnhausen 51° 27′ 11,8″ N, 6° 59′ 0,4″ O      | 1881–1882              |        | umgenutzt                            | Grundsteinlegung: 14. Juli 1881; eingeweiht: 3. Dezember 1882; Architekt: August Hartel; ausgebrannt im April 1943, am 30. September 1962 wiedergeweiht. Kirche seit September 2009 aus Finanznot vermietet, letzter Gottesdienst fand am 1. Dezember 2013 im Luthergemeindehaus statt. Seit 2022 umgebaut zum Mehrgenerationenhaus. |
| Gemeindezentrum Kattendahl                                           |      | IV 18 Frintrop 51° 28′ 33,1″ N, 6° 54′ 11,7″ O         | 1961                   |        |                                      | Gemeindezentrum der Evangelischen Kirchengemeinde Dellwig-Frintrop-Gerschede, der Kirchsaal wurde am 11. Juni 1961 geweiht |
| Lutherhaus                                                           |      | IV 17 Bedingrade 51° 27′ 52,6″ N, 6° 55′ 40,8″ O       | 1925                   |        |                                      | Einweihung 1925 |
| Evangelische Kirche Essen-Werden                                     |      | IX 29 Werden 51° 23′ 25,6″ N, 7° 0′ 10,8″ O            | 1897–1900              |        |                                      | Backstein-Saalkirche mit Jugendstilfenstern; Grundsteinlegung 26. September 1897; eingeweiht am 24. Juni 1900; Architekt: August Senz; beherbergt eine Barock-Orgel (um 1750); seit 1986 unter Denkmalschutz |
| Christuskirche Altendorf                                             |      | III 7 Altendorf 51° 27′ 37,8″ N, 6° 58′ 21,9″ O        | 1901–1903, 1952        |        |                                      | Grundsteinlegung 3. November 1901; eingeweiht am 26. Juli 1903; Architekt: Carl Nordmann, nach schweren Kriegsschäden wiederaufgebaut und am 26. Juli 1953 erneut geweiht |
| Trinitatiskirche                                                     |      | V 24 Altenessen-Nord 51° 30′ 27,7″ N, 7° 1′ 8,4″ O     | 1954                   |        | niedergelegt                         | Schließung Januar 2005, niedergelegt, die Schuke-Orgel bekam die Potsdamer St.-Nikolai-Kirche |
| Evangelische Kirche Katernberg (gen. Bergmannsdom)                   |      | VI 39 Katernberg 51° 29′ 52,2″ N, 7° 2′ 50,3″ O        | 1900–1901              |        |                                      | letzte komplett erhaltene Gusseisensäulen-Kirche Essens; Grundsteinlegung 13. Mai 1900; eingeweiht am 29. September 1901; Architekt: Carl Nordmann, seit 1991 unter Denkmalschutz |
| Evangelische Kirche Katernberg                                       |      | VI 39 Katernberg 51° 29′ 55,3″ N, 7° 3′ 0,7″ O         | 1877                   |        | niedergelegt                         | Gilt als Vorgängerbau der heutigen Ev. Kirche (gen. Bergmannsdom); Grundsteinlegung 9. Juni 1876; eingeweiht am 1. November 1877; Architekt: H. F. Hardung, wegen mangelnder Kapazität (nach Erweiterung 1885 von 440 auf 600 Plätze) und Bergschäden 1903 niedergelegt |
| Evangelisches Gemeindezentrum Katernberg Nord (ehem. Glaubenskirche) |      | VI 39 Katernberg 51° 29′ 51,4″ N, 7° 1′ 51,6″ O        | 1965–1967              |        |                                      | Architekt: Helmut Pehlke, separater Glockenturm, dreistimmiges Bronzegeläut der Karlsruher Glockengießerei Bachert |
| Kirche Neuhof                                                        |      | VI 39 Katernberg 51° 29′ 33″ N, 7° 3′ 39,2″ O          | 1960                   |        | niedergelegt                         | Letzter Gottesdienst am 31. Januar 2011, Kirche an Allbau verkauft und im Oktober 2011 niedergelegt; die drei Glocken wurden vor dem angrenzenden Gemeindezentrum aufgestellt |
| Evangelische Kirche Karnap                                           |      | V 40 Karnap 51° 31′ 15,1″ N, 7° 0′ 12,4″ O             | 1898                   |        |                                      | 1898 erbaut, 1938 um einen Turm ergänzt. |
| Friedenskirche                                                       |      | IV 19 Dellwig 51° 29′ 30,6″ N, 6° 55′ 58,3″ O          | 1914–1915              |        |                                      | Grundsteinlegung: 29. März 1914; Einweihung: 9. Mai 1915; Architekt: Ludwig Becker; nach erheblichen Kriegsschäden seit 17. Juli 1949 wieder genutzt |
| Erlöserkirche                                                        |      | I 05 Südviertel 51° 26′ 41,8″ N, 7° 0′ 19,2″ O         | 1906–1909              |        |                                      | denkmalgeschützter, neoromanischer Bau mit campanileartigem Glockenturm; Grundsteinlegung: 31. Oktober 1906; Einweihung: 29. November 1909; Architekt: Franz Schwechten |
| Auferstehungskirche                                                  |      | I 06 Südostviertel 51° 26′ 56,5″ N, 7° 1′ 39,2″ O      | 1929–1930              |        |                                      | Architekt: Otto Bartning; der Rundbau gilt als ein Leitbau des modernen Kirchbaus in Europa, seit 1985 unter Denkmalschutz |
| Pauluskirche                                                         |      | I 01 Stadtkern 51° 27′ 19,8″ N, 7° 0′ 34,9″ O          | 1866–1872              |        | zerstört                             | Grundsteinlegung 26. April 1866; eingeweiht am 28. Februar 1872; Architekt: Julius Flügge; neugotisch, 1500 Plätze, 1894/95 umfangreiche Reparaturen mit Wegfall neugotischer Elemente wegen Bergschäden, durch Bombenangriffe zwischen 1943 und 1945 bis auf den Turm zerstört, Kirchenschiff 1953 abgetragen, Turm am 21. September 1958 gesprengt |
| Neue Pauluskirche                                                    |      | I 11 Huttrop 51° 26′ 51,8″ N, 7° 1′ 38,8″ O            | 1957–1959              |        | umgenutzt                            | gilt als Nachfolgebau der im Zweiten Weltkrieg zerstörten Pauluskirche am III. Hagen; seit 2007 unter Denkmalschutz, letzter Gottesdienst am 30. Dezember 2007; Nach Umbau zog 2015 das Seniorenzentrum im Paulus-Quartier ein. |
| Gnadenkirche                                                         |      | I 03 Nordviertel 51° 28′ 4,9″ N, 7° 1′ 5,3″ O          | 1957–1959              |        | entwidmet, bis auf Turm niedergelegt | Grundsteinlegung 1957; wegen Bergschäden im Oktober 2002 letzter Gottesdienst und Niederlegung ab 8. Januar 2008; die größte der drei Glocken fand ihren neuen Platz vor dem Gemeindehaus an der Zwinglistraße, die mittlere Glocke wurde unweit des Turmstumpfes abgelegt, die kleinste Glocke ist inzwischen vermutlich wegen des Metallwertes verschwunden; Vorgängerbau: Grundsteinlegung 29. September 1904, Einweihung 15. März 1906; 800 Plätze; Kriegsschäden, Bergschäden und Hausschwammbefall führten zur Niederlegung im Februar 1954. |
| Markuskirche                                                         |      | III 08 Frohnhausen 51° 26′ 47″ N, 6° 57′ 44″ O         | 1961–1962              |        |                                      | eingeweiht am 4. November 1962; Architekten: Wolfgang Müller-Zantop, Heinz Kalenborn |
| Apostelkirche                                                        |      | III 08 Frohnhausen 51° 26′ 45,2″ N, 6° 58′ 27,7″ O     | 1912–1913              |        |                                      | Grundsteinlegung: 23. Juni 1912; Einweihung: 2. November 1913; Architekt: Ewald Wachenfeld; nach Kriegsschäden Bartningsche Notkirche am 30. Oktober 1949 eingeweiht, Kirche durch Essener Architekt Reinhold Jerichow 1956 bis 1958 vereinfacht wiederaufgebaut |
| Johanneskirche                                                       |      | II 13 Bergerhausen 51° 26′ 8,2″ N, 7° 2′ 11,4″ O       | 1954–1955              |        |                                      | Architekt: Ernst-Erik Pfannschmidt, Grundsteinlegung: 3. Juli 1954, Einweihung: 19. Juni 1955; niedergelegter Originalbau war kubisch, neuer Kirchsaal wurde am 29. September 1985 eingeweiht, Turm noch original |
| Evangelische Kirche Billebrinkhöhe                                   |      | II 13 Bergerhausen 51° 26′ 27,2″ N, 7° 3′ 23,6″ O      | 1965                   |        | umgenutzt                            | Einweihung: 1965; am 2. September 2019 entwidmet. Das Gebäude wurde dem Integrationsmodell Essen (IM) für das Forum Billebrinkhöhe, ein Soziokulturelles Zentrum, übergeben. |
| Zionskirche                                                          |      | VII 46 Horst 51° 26′ 16,8″ N, 7° 6′ 11,9″ O            | 1957–1958              |        |                                      | Grundsteinlegung: 14. April 1957, Einweihung: 30. November 1958, Architekt: Lange |
| Jonakirche                                                           |      | IX 30 Heidhausen 51° 23′ 4,7″ N, 7° 1′ 32,9″ O         | 1965                   |        |                                      | nach einem Entwurf der Architekten Heinrich Otto Vogel und E. Brennecke, eingeweiht am 14. Februar 1965 |
| Pauluskirche                                                         |      | VIII 31 Heisingen 51° 24′ 0″ N, 7° 3′ 47,1″ O          | 1906–1907              |        |                                      | Grundsteinlegung 16. April 1906; eingeweiht am 6. Januar 1907; Architekt: Paul Dietzsch; seit 1984 Pauluskirche genannt |
| Stephanuskirche                                                      |      | VIII 43 Überruhr-Hinsel 51° 25′ 17,9″ N, 7° 4′ 21,3″ O | 1881–1882              |        |                                      | Grundsteinlegung 30. Mai 1881; eingeweiht am 7. September 1882; Architekt: August Hartel; Kriegsschäden im Mai 1943, jedoch nicht zerstört; 1969–1974 nicht genutzt, danach Beseitigung der Kriegsschäden; seit 1989 unter Denkmalschutz |
| Alte Kirche Altenessen                                               |      | V 24 Altenessen-Nord 51° 29′ 52,5″ N, 7° 0′ 25,9″ O    | 1887–1890              |        |                                      | Notkirche 1873 errichtet, Alte Kirche: Grundsteinlegung 21. August 1887; eingeweiht am 5. Oktober 1890; Architekten: Carl Nordmann und Julius Flügge; 1988–1990 Innenraum und 2000–2004 außen grundsaniert, denkmalgeschützt seit 1988 |
| Alte Kirche Kray                                                     |      | VIII 35 Kray 51° 28′ 3,5″ N, 7° 5′ 2″ O                | 1902–1903              |        |                                      | Grundsteinlegung 13. Juni 1902; eingeweiht am 13. September 1903; Architekt: August Senz, mit 1000 Sitzplätzen größter Versammlungsort in Kray im 20. Jahrhundert; geringe Kriegsschäden, seit 1985 unter Denkmalschutz |
| Gnadenkirche                                                         |      | IV 19 Dellwig 51° 28′ 50″ N, 6° 55′ 3,4″ O             | 1894, 1929             |        |                                      | 1929 Ostturm und Seitenschiff angebaut; 1948 nach Kriegsschäden wiedergeweiht, denkmalgeschützt seit 1994 |
| Marktkirche Kettwig                                                  |      | IX 49 Kettwig 51° 21′ 46,3″ N, 6° 56′ 14,3″ O          | etwa 13. Jahrhundert   |        |                                      | 40 Meter hoher Turm aus dem 13. Jahrhundert, im Zuge der Reformation 1592 protestantisch geworden, Adam Wunderlich ersetzte 1720 einen mehrfach niedergebrannten Vorgängerbau durch das heutige Kirchenschiff aus Ruhrsandstein in Basilikaform |
| Friedenskirche (Essen-Steele)                                        |      | VII 34 Steele 51° 26′ 50,2″ N, 7° 4′ 47,6″ O           | 1871–1872              |        |                                      | neugotisch, dreischiffig; erster Kirchbau nach dem Eisenacher Regulativ auf Essener Gebiet; Architekt: Julius Flügge; seit 1989 unter Denkmalschutz; Vorgängerbau: 1697 gebaut, für die Gemeinde Königssteele zu klein geworden und 1870 niedergelegt |
| Thomaskirche                                                         |      | VI 38 Stoppenberg 51° 28′ 34,7″ N, 7° 2′ 23,3″ O       | 1899–1900              |        |                                      | Grundsteinlegung 23. Juli 1899; Einweihung 18. November 1900; Architekt: Heinrich Robert (Bochum), neugotisch, 950 Plätze; vereinfachter Wiederaufbau nach Kriegszerstörung |
| Kirche am Erlenkampsweg                                              |      | VI 38 Stoppenberg 51° 29′ 8,2″ N, 7° 1′ 36,4″ O        | 1957                   |        | entwidmet                            | Grundsteinlegung 25. März 1957; letzter Gottesdienst fand am 24. Juni 2018 statt. Heißt heute Evangelisches Jugendhaus Nord |
| Kirche Auf’m Böntchen                                                |      | I 36 Frillendorf 51° 27′ 38″ N, 7° 2′ 41,9″ O          | 1959                   |        | niedergelegt                         | 1959 als Barenbruch-Gemeindezentrum mit Kirchensaal und Gemeindehaus mit freistehendem Glockenturm eröffnet; wurde am 16. September 2018 entwidmet und infolge abgerissen für einen Neubau eines Kindergartens |
| Evangelische Kirche Haarzopf                                         |      | III 28 Haarzopf 51° 25′ 2,9″ N, 6° 57′ 27,4″ O         | 1912–1913              |        |                                      | Grundsteinlegung 30. Juni 1912, eingeweiht am 15. Juni 1913; Architekt: Max Benirschke; erhebliche Kriegsschäden führten zu baulichen Veränderungen; seit 1996 unter Denkmalschutz; 2013 bis 2016 grundsaniert |
| Evangelische Kirche Am Brandenbusch                                  |      | IX 26 Bredeney 51° 24′ 52,2″ N, 7° 0′ 8,8″ O           | 1905–1906              |        |                                      | Entwurf: August Senz, Bauleitung: Carl Nordmann; seit 1989 unter Denkmalschutz |
| Gustav-Adolf-Haus                                                    |      | III 41 Margarethenhöhe 51° 25′ 55,2″ N, 6° 58′ 28,4″ O | 1924                   |        |                                      | Einweihung: 21. Dezember 1924 |
| Evangelische Kirche Am Heierbusch                                    |      | IX 26 Bredeney 51° 24′ 43,8″ N, 6° 58′ 55,7″ O         | 1967                   |        |                                      | Architekten: Gutsmann/Redenius, Wiesbaden, und Budde, Essen |
| Jesus-lebt-Kirche                                                    |      | VIII 48 Burgaltendorf 51° 25′ 4,8″ N, 7° 6′ 52,6″ O    | 1988                   |        |                                      | eingeweiht am 4. September 1988; Vorgängerbau: 19. Juli 1953 eingeweiht, aufgrund von Bergschäden aufgegeben |
| Matthäuskirche (zeitgenössisch auch: Ev. Kirche am Fliegenbusch)     |      | IV 21 Borbeck-Mitte 51° 27′ 56,5″ N, 6° 57′ 4,3″ O     | 1864                   |        |                                      | Erste ev. Kirche in Borbeck; Baubeginn Frühjahr 1864; Einweihung 26. Oktober 1864; Architekt: Carl Wilhelm Theodor Freyse; umfangreiche Renovierung 1940; nach völliger Kriegszerstörung Wiederaufbau der ehemals dreischiffigen Kirche als flachgedeckte Saalkirche, denkmalgeschützt seit 1995; erhielt 2014 neuen, hölzernen Glockenstuhl, der bisherige von 1922 aus Stahl von Krupp übertrug die Schwingungen der drei Glocken vom Bochumer Verein zu stark ins bald bröckelnde Mauerwerk Nördlich angeschlossen liegt der Matthäusfriedhof.  |
| Dreifaltigkeitskirche                                                |      | IV 23 Bergeborbeck 51° 28′ 38,6″ N, 6° 57′ 27,3″ O     | 1956–1959              |        |                                      | Architekt: Horst Loy, seit 21. November 2019 unter Denkmalschutz |
| Lukaskirche                                                          |      | III 9 Holsterhausen 51° 26′ 34,1″ N, 6° 59′ 23,1″ O    | 1961                   |        | umgenutzt                            | Architekt: Reinhold Jerichow, Einweihung: 26. Februar 1961; Profanierung Ende 2008; Nach Umbau sind heute im Gebäude eine Kindertagesstätte, Wohnungen, Büro- und Praxisräume untergebracht. |
| Melanchthonkirche                                                    |      | III 9 Holsterhausen 51° 26′ 16,2″ N, 6° 59′ 22,2″ O    | 1972                   |        |                                      | 1970–1972 nach Plänen des Architekten Otto Herbert Hajek errichteter Sichtbetonbau |
| Melanchthonkirche                                                    |      | III 9 Holsterhausen 51° 26′ 16,2″ N, 6° 59′ 22,2″ O    | 1928                   |        | zerstört                             | Vorgänger der heutigen Melanchthonkirche auf gleichem Grund; Stahlkirche des Architekten Otto Bartning, 1928 auf der Pressa in Köln ausgestellt und danach nach Essen transloziert, am 22. März 1931 eingeweiht; am 9. März 1942 als erste Essener Kirche zerstört und später verschrottet |
| Christuskirche (Essen-Kupferdreh)                                    |      | VIII 32 Kupferdreh 51° 23′ 15,3″ N, 7° 5′ 6,7″ O       | 1877–1879, 1893        |        |                                      | Backstein-Saalkirche, Grundsteinlegung 1. August 1877; eingeweiht am 19. März 1879; Architekt: Wilhelm Bovensiepen; 1893/1894 auf 1000 Plätze erweitert; kaum Kriegsschäden; neues Geläut nach Turmumbau 1958; seit 1989 unter Denkmalschutz |
| Friedhofskapelle Kupferdreh                                          |      | VIII 32 Kupferdreh 51° 23′ 29,5″ N, 7° 5′ 27,1″ O      | Anfang 20. Jahrhundert |        | Friedhofskapelle                     | seit 1989 unter Denkmalschutz |
| Reformationskirche                                                   |      | II 10 Rüttenscheid 51° 26′ 4,6″ N, 7° 0′ 11″ O         | 1899–1902              |        | zerstört                             | Grundsteinlegung 4. November 1899, eingeweiht am 13. Juli 1902, Architekt:Carl Nordmann; neugotische Backsteinkirche mit 1120 Plätzen und Westturm, im Zweiten Weltkrieg zerstört, Standort an der Alfredstraße/Ecke Martinstraße |
| Ernst-Moritz-Arndt-Haus als Reformationskirche                       |      | II 10 Rüttenscheid 51° 26′ 9,1″ N, 7° 0′ 34,3″ O       | 1950                   |        |                                      | Neuaufbau des im Krieg zerstörten Saalbaus im Innenhof des Ernst-Moritz-Arndt-Hauses als 'Neue Reformationskirche' durch Horst Lippert, Einweihung Oktober 1950; Vorgängerbau: siehe Reformationskirche, Standort an der Alfredstraße/Ecke Martinstraße |
| Versöhnungskirche                                                    |      | II 10 Rüttenscheid 51° 25′ 32,9″ N, 7° 0′ 1,4″ O       | 1964                   |        | niedergelegt                         | Grundsteinlegung: 2. September 1962; Einweihung: 3. Mai 1964; Beschluss des Presbyteriums zur Kirchenschließung im September 2018; entwidmet am 23. Mai 2021; niedergelegt 2025 |
| Ev. Kapelle der Kolonie Altenhof I                                   |      | II 10 Rüttenscheid 51° 25′ 35,5″ N, 7° 0′ 22,8″ O      | 1900                   |        | zerstört                             | Einweihung: 1900, Entwurf: Robert Schmohl, etwa 150 Sitzplätze, im Zweiten Weltkrieg zerstört |
| Evangelische Kirche Rellinghausen                                    |      | II 14 Stadtwald 51° 25′ 24,6″ N, 7° 2′ 16,4″ O         | 1934–1935              |        |                                      | Saalbau mit Satteldach, Architekt: Hans Hörner, seit 1997 unter Denkmalschutz; Vorgängerbau: Die bereits zweite Ev. Kirche an dieser Stelle wurde 1775 eingeweiht. Daneben befand sich das Pfarrgebäude aus Fachwerk. Da die Kirche zu klein geworden war, wurde sie 1934 abgebrochen. |
| Immanuelkirche                                                       |      | VI 37 Schonnebeck 51° 28′ 49,4″ N, 7° 3′ 37,6″ O       | 1907–1908              |        |                                      | Grundsteinlegung 9. Juni 1907; eingeweiht am 10. Mai 1908; Architekt: Carl Nordmann |

### Bund Evangelisch-Freikirchlicher Gemeinden
| Name                       | Bild | Stadtbezirk/-teil                                | Errichtung | Träger | Bemerkungen                                                                                     |
| -------------------------- | ---- | ------------------------------------------------ | ---------- | ------ | ----------------------------------------------------------------------------------------------- |
| Christuskirche Schonnebeck |      | VI 37 Schonnebeck 51° 29′ 9,4″ N, 7° 3′ 33,3″ O  | 1946–1951  |        | Evangelisch-Freikirchliche Gemeinde (Baptisten) Essen-Schonnebeck, Einweihung: 28. Oktober 1951 |
| Freikirche Frohnhausen     |      | III 08 Frohnhausen 51° 27′ 25,2″ N, 6° 58′ 57″ O |            |        | Evangelisch-Freikirchliche Gemeinde (Baptisten) Essen-West                                      |

### Freikirchlicher Bund der Gemeinde Gottes
|                                | Name | Bild                                             | Stadtbezirk/-teil | Errichtung                               | Träger | Bemerkungen |
| Freikirche der Gemeinde Gottes |      | III 08 Frohnhausen 51° 26′ 26,4″ N, 6° 57′ 52″ O |                   | Freikirchlicher Bund der Gemeinde Gottes |        |             |

### Selbständige Evangelisch-Lutherische Kirche SELK
| Name                                                                            | Bild | Stadtbezirk/-teil                               | Errichtung | Träger | Bemerkungen |
| ------------------------------------------------------------------------------- | ---- | ----------------------------------------------- | ---------- | ------ | --- |
| Selbständige Evangelisch-Lutherische Kirche SELK (früher Altlutherische Kirche) |      | I 06 Südostviertel 51° 26′ 46″ N, 7° 1′ 28,2″ O | 1909–1910  | SELK   | Altlutherische Kirche; für das Kulturhauptstadtjahr 2010 zur Bartning-Kirche des Jahres erklärt, da erster Kirchbau des Architekten Otto Bartning in Deutschland; Einweihung der schlichten Saalkirche mit Satteldach und campanileartigem Turm: 10. Juli 1910; 1945 fast völlig zerstört, Wiederaufbau 1948 als erste aller zerstörten Kirchen Essens. Seit 1987 unter Denkmalschutz. |

## Katholische Kirchen

### Altkatholische Kirche
| Name           | Bild | Stadtbezirk/-teil                             | Errichtung | Träger                                             | Bemerkungen |
| -------------- | ---- | --------------------------------------------- | ---------- | -------------------------------------------------- | --- |
| Friedenskirche |      | I 01 Stadtkern 51° 27′ 21,4″ N, 7° 0′ 59,8″ O | 1914–1916  | Katholische Pfarrgemeinde der Alt-Katholiken Essen | einzige alt-katholische Kirche in Essen, restaurierte bzw. rekonstruierte Ausmalung von Jan Thorn Prikker, Gebäude seit 1985 unter Denkmalschutz, die Turmspitze wurde 2010 originalgetreu wiederhergestellt |

### Römisch-katholische Kirchen
| Name                                                    | Bild | Stadtbezirk/-teil                                            | Errichtung                                 | Träger                                                                         | Status                  | Bemerkungen |
| ------------------------------------------------------- | ---- | ------------------------------------------------------------ | ------------------------------------------ | ------------------------------------------------------------------------------ | ----------------------- | --- |
| Essener Münster                                         |      | I 01 Stadtkern 51° 27′ 21,2″ N, 7° 0′ 49,3″ O                | nach 1275                                  | Domkapitel Essen                                                               | Kathedrale              | Kirche des Stifts Essen, dreischiffige gotische Hallenkirche aus Sandstein, nach dem Zweiten Weltkrieg wiederaufgebaut, denkmalgeschützt seit 1985, seit Bistumsgründung 1958 Essener Dom genannt |
| St. Johannes Baptist                                    |      | I 01 Stadtkern 51° 27′ 21″ N, 7° 0′ 47,5″ O                  | 10. Jahrhundert                            | Domkapitel Essen                                                               | Anbetungskirche         | Taufkirche des Doms; gehörte zum Stift Essen und ist dem Essener Münster vorgelagert |
| St.-Quintins-Kapelle                                    |      | I 01 Stadtkern 51° 27′ 21,9″ N, 7° 0′ 47,9″ O                | ca. 10. Jahrhundert                        |                                                                                | niedergelegt            | Baujahr nicht gesichert, niedergelegt um 1823; gehörte neben dem Essener Münster und St. Johann Baptist zum Stift Essen |
| Heilig-Geist-Kapelle                                    |      | I 01 Stadtkern 51° 27′ 28,3″ N, 7° 0′ 42,5″ O                | ca. 14. Jahrhundert                        |                                                                                | niedergelegt            | Kapelle des Heilig-Geist-Hospitals am späteren Kopstadtplatz; Stiftungsurkunde des Hospitals stammt aus dem Jahr 1317, niedergelegt 1896 |
| Kapuzinerkirche                                         |      | I 01 Stadtkern 51° 27′ 12,1″ N, 7° 0′ 40,7″ O                | 1746                                       |                                                                                | niedergelegt            | Kirche des Kapuzinerklosters, Anfang des 17. Jahrhunderts siedelte Fürstäbtissin Maria Clara von Spaur hier Kapuziner an, Kirche wurde 1746 eingeweiht, 1834 geschlossen, 1843–1893 Kloster der Barmherzigen Schwestern von der hl. Elisabeth, niedergelegt 1913, Inventar heute großenteils in der Kirche des Elisabeth-Krankenhauses |
| St. Gertrud                                             |      | I 01 Stadtkern 51° 27′ 39,8″ N, 7° 0′ 47,2″ O                | 1872–1877, 1955                            | Pfarrgemeinde St. Gertrud                                                      | umgenutzt               | dreischiffig, nach Plänen von August Rincklake 1877 vollendet, nach schweren Schäden nach dem Zweiten Weltkrieg 1955 stark verändert wiederaufgebaut, 2025 verkauft, Zukunft als Zentrum für Kunst, Kultur und Bildung, letzter Gottesdienst war am 22. Juni 2025 |
| St. Barbara                                             |      | I 02 Ostviertel 51° 27′ 35,7″ N, 7° 1′ 41,6″ O               | 1904                                       | Pfarrgemeinde St. Gertrud                                                      | niedergelegt            | 1905 geweiht, 1945 erhebliche Kriegsschäden, 1965/66 Schäden behoben, 1996 Fusion mit St. Gertrud; letzter Gottesdienst am 4. Dezember 2014, dann profaniert, Bänke, Tabernakel-Sockel und der Altar gingen an eine Kirche in Polen, Glasfenster werden gesichert aufbewahrt; Kirchbau und Nebengebäude gelten 2018 als marode und sollen nach Verkauf durch Wohnbebauung ersetzt werden. Im März 2020 abgerissen. |
| St. Marien                                              |      | I 03 Nordviertel (Segeroth) 51° 27′ 51,7″ N, 7° 0′ 2,2″ O    | 1890, 1957–1959                            | zuletzt Pfarrgemeinde St. Gertrud                                              | niedergelegt            | Architekt: Fritz Schaller; der Turmstumpf des neugotischen Vorgängerbaus von 1890/91 wurde beim Wiederaufbau mit neuer Bekrönung erhalten; letzter Gottesdienst am 10. Februar 2008, 2017 bis auf den Turm, der erhalten bleibt, abgerissen |
| St. Peter                                               |      | I 03 Nordviertel 51° 28′ 8,8″ N, 7° 0′ 57,6″ O               | 1926–1927, 1957                            | Katholische Schule für Pflegeberufe Essen gGmbH                                | umgenutzt               | Vorgängerbau 1904 geweiht, wegen Bergschäden aufgegeben; Architekt: Josef Thurn, schwere Kriegsschäden, 1951/1952 durch Emil Jung instand gesetzt, seit 1993 unter Denkmalschutz, Turmruine 1956 gesprengt, neuer Glockenturm 1957 von Engelbert Köjer, als Gemeindekirche geschlossen, 2008 zog, nach Umbau, die Katholische Schule für Pflegeberufe Essen ein; Glockenturm 2014 abgerissen |
| Hl. Kreuz                                               |      | I 06 Südostviertel 51° 27′ 20″ N, 7° 1′ 53,4″ O              | 1910–1911, 1949                            | Pfarrgemeinde St. Gertrud                                                      | Gemeindekirche          | Kirche des 1903 gegründeten Franziskanerklosters, am 17. September 1911 ihrer Bestimmung übergeben, nach erheblichen Kriegsschäden 1949 mit Veränderungen instand gesetzt, seit 1993 unter Denkmalschutz |
| St. Ignatius                                            |      | I 05 Südviertel 51° 26′ 46,6″ N, 7° 0′ 10,1″ O               | 1958–1961                                  | Pfarrgemeinde St. Gertrud                                                      | profaniert              | letztes Bauwerk des Architekten Emil Jung; Kirche des ehemaligen Jesuitenklosters; Orden verließ im Frühjahr 2012 nach rund 400 Jahren die Stadt, Abriss des maroden Kirchturms im November 2013; Sitz der italienischen Gemeinde; Kirchenräume wurden für Gemeindeteile von St. Gertrud saniert; mit letzter Messe am 2. Februar 2025 profaniert, Abriss vorgesehen; Vorgängerbau: 1923–1924 errichtet, im Zweiten Weltkrieg zerstört. |
| St. Engelbert                                           |      | I 05 Südviertel 51° 26′ 42,4″ N, 7° 0′ 57,6″ O               | 1934–1937, 1953–1955                       | Stiftung ChorForum Essen                                                       | umgenutzt               | seit März 2011 vermietet an das ChorForum Essen als Kulturhaus, letzter Gottesdienst am 27. Januar 2008; Architekt: Dominikus Böhm, nach Zerstörung im Zweiten Weltkrieg durch Böhm ohne Turmaufsätze des Westbaus wiederaufgebaut, denkmalgeschützt seit 1993 |
| St. Engelbert                                           |      | I 05 Südviertel 51° 26′ 42,4″ N, 7° 0′ 57,6″ O               | 1896                                       |                                                                                | niedergelegt            | Vorgängerbau der heutigen Kirche St. Engelbert auf gleichem Grund durch Heinrich Krings erbaut, vor 1934 niedergelegt |
| St. Bonifatius                                          |      | I 11 Huttrop 51° 26′ 48,1″ N, 7° 2′ 32,1″ O                  | 1960                                       | Pfarrgemeinde St. Gertrud                                                      | Gemeindekirche          | Architekt: Emil Steffann, Basilika nach frühchristlichem Vorbild mit Atrium-Vorbau, Bonifatiusfigur aus 13. Jahrhundert; Eröffnungsgottesdienst Pfingsten 1960 |
| St. Bonifatius                                          |      | I 11 Huttrop 51° 26′ 47″ N, 7° 2′ 38,8″ O                    | 1928–1929                                  |                                                                                | niedergelegt            | Vorgänger der heutigen Kirche St. Bonifatius, jedoch westlich angrenzend an den Alten Friedhof Huttrop errichtet, aus Kapazitätsgründen von nur 230 Sitzplätzen durch die heutige Kirche an der Moltkestraße ersetzt und 1965 niedergelegt |
| St. Michael am Wasserturm                               |      | I 06 Südostviertel 51° 27′ 2,2″ N, 7° 1′ 36,3″ O             | 1953–1954                                  | Pfarrgemeinde St. Gertrud                                                      | profaniert              | Basilikatyp, Architekt: Heinrich Böll (Essen); bis 2019 auch Sitz der koreanischen Gemeinde, der letzte Gemeindegottesdienst fand am Ostermontag 2019 statt. Die Orgel ging nach St. Bonifatius. Eine neue Nutzung des Gebäudes ist in Planung. |
| St. Michael                                             |      | I 06 Südostviertel 51° 27′ 5,4″ N, 7° 1′ 34,7″ O             | 1903–1904                                  |                                                                                | zerstört                | Vorgängerkirche von St. Michael am Wasserturm, neuromanische Kirche des Essener Architekten Wilhelm Venhofen, im März 1943 durch Luftangriff zerstört |
| St. Joseph                                              |      | I 04 Westviertel 51° 27′ 19,1″ N, 7° 0′ 16,2″ O              | 1894–1896                                  |                                                                                | zerstört                | Architekt: August Menken, am 21. März 1896 eingeweiht, aus Sandstein errichtet,; im Zweiten Weltkrieg bis auf Turm zerstört, dieser im Januar 1957 gesprengt, St.-Joseph-Gemeinde mit noch 200 Mitgliedern aufgelöst rund 6000 Mitglieder bei Gründung |
| Kirche des Franz Sales Hauses                           |      | I 11 Huttrop 51° 26′ 52″ N, 7° 2′ 31,4″ O                    | 1892, 1952                                 | Trägerverein für das Franz Sales Haus zu Essen                                 | Hauskirche              | Kirche des nach Franz von Sales benannten Hauses für geistig behinderte Menschen, 1892 als St. Maria Rosenkranz in neugotischem Stil geweiht, 1930/1931 renoviert und 1945 zerstört, 1952 durch den Essener Architekten Engelbert Köjer neu errichtet |
| Kirche des Elisabeth-Krankenhauses                      |      | I 11 Huttrop 51° 26′ 41,5″ N, 7° 1′ 54,5″ O                  | 1909–1913                                  | St.-Elisabeth- Stiftung                                                        | Hauskirche              | Inventar entstammt der zweiten Franziskaner-Klosterkirche aus dem 18. Jahrhundert und wurde von der Essener Fürstäbtissin Franziska Christine von Pfalz-Sulzbach gestiftet, denkmalgeschützt seit 1994 |
| St. Antonius                                            |      | III 08 Frohnhausen 51° 26′ 51,1″ N, 6° 58′ 23,4″ O           | 1956–1959                                  | Pfarrgemeinde St. Antonius                                                     | Pfarrkirche             | Architekt: Rudolf Schwarz, seit 1985 unter Denkmalschutz |
| St. Antonius                                            |      | III 08 Frohnhausen 51° 26′ 51,1″ N, 6° 58′ 23,4″ O           | 1879–1881                                  |                                                                                | zerstört                | Neugotischer Vorgängerbau der heutigen Kirche St. Antonius auf gleichem Grund, 1944 bei Luftangriff bis auf den Turm zerstört (dieser diente bis zu seinem späteren Abriss auch als Turm der neuen Kirche) |
| St. Mariä Geburt                                        |      | III 08 Frohnhausen 51° 26′ 57,1″ N, 6° 58′ 56,6″ O           | 1951–1952                                  | Evangelisch-Freikirchliches Sozialwerk e. V.                                   | verkauft                | Erbaut auf dem Grundstück des ehem. Altendorfer Rathauses, Architekt: Wilhelm Seidensticker, benediziert am 21. Dezember 1952, konsekriert durch Weihbischof Joseph Ferche am 12. Mai 1956 (als erster kath. Kirchenneubau nach dem Zweiten Weltkrieg in Essen), verkauft am 1. April 2011 an das Evangelisch-Freikirchliche Sozialwerk e. V und für kirchliche und andere Veranstaltungen vermietet und genutzt. Im Turm hängt ein vierstimmiges Geläut (h0 – d' – e' –fis') der Glockengießerei Otto.                                                                                         |
| St. Mariä Geburt                                        |      | III 09 Holsterhausen 51° 26′ 56,2″ N, 6° 59′ 16,4″ O         | 1902–1907                                  |                                                                                | niedergelegt            | neugotische Kirche; zwei Morgen großes Grundstück an der Steinforthstraße (heute Harkortstraße) wurde im April 1891 von der Firma Krupp zum Bau einer Kirche geschenkt, 1943 zerstört, nach dem Krieg niedergelegt |
| St. Augustinus                                          |      | III 08 Frohnhausen 51° 26′ 27,6″ N, 6° 58′ 6,6″ O            | 1953–1954                                  | Pfarrgemeinde St. Antonius                                                     | umgenutzt               | letzter Gemeindegottesdienst im April 2008, anschl. für 10 Jahre vermietet an eine Ordensgemeinschaft; Nutzung der Krypta zeitweise durch eine Russ.-Orth. Gemeinde; Grundsteinlegung 28. Juni 1953; konsekriert durch Kardinal Frings am 16. Mai 1954, keine gottesdienstliche Nutzung mehr, Verkauf an LVR vorgesehen. |
| St. Mariä Himmelfahrt                                   |      | III 07 Altendorf 51° 27′ 42,7″ N, 6° 58′ 49,8″ O             | 1891–1897                                  | Pfarrgemeinde St. Antonius                                                     | Gemeindekirche          | auch Altendorfer Dom genannt. Basilika-Typ, Grundsteinlegung am 26. April 1891 durch Kardinal Fischer, Benediktion 1892, Konsekration 1897, 1943 teilzerstört, bis 1952 durch Engelbert Köjer vereinfacht wiederaufgebaut, seit 1994 unter Denkmalschutz |
| St. Clemens Maria Hofbauer                              |      | III 07 Altendorf 51° 27′ 37,3″ N, 6° 57′ 55,1″ O             | 1957–1958                                  | Pfarrgemeinde St. Antonius                                                     | Filialkirche            | Sitz der polnischsprachigen Gemeinde; Architekt: Engelbert Köjer |
| St. Anna                                                |      | III 07 Altendorf 51° 27′ 26,2″ N, 6° 58′ 39,7″ O             | 1907, 1953                                 | Pfarrgemeinde St. Antonius                                                     | niedergelegt            | Neugotische Kirche nach Kriegszerstörungen 1953 wiederaufgebaut, letzter Gemeinde-Gottesdienst im April 2008; Profanierung und Abriss im Juni/Juli 2015 |
| St. Elisabeth                                           |      | III 08 Frohnhausen 51° 26′ 55,6″ N, 6° 57′ 39,6″ O           | 1910–1911, 1959                            | Pfarrgemeinde St. Antonius                                                     | Gemeindekirche          | besitzt seit 1964 als einzige römisch-kath. Kirche in Deutschland eine Ikonostase, Architekt des Ursprungsbaus: Carl Moritz, 1944 schwere Kriegsschäden, durch Emil Steffann und Nikolaus Rosiny verändert wiederaufgebaut |
| St. Mariä Empfängnis                                    |      | III 09 Holsterhausen 51° 26′ 28″ N, 6° 59′ 39,4″ O           | 1895–1897                                  | Pfarrgemeinde St. Antonius                                                     | Gemeindekirche          | auch Holsterhauser Dom genannt. Architekt: Josef Seché, im April 1944 bis auf die Außenmauern zerstört, 1951–1952 durch Willy Weyres und Schneider verändert wiederaufgebaut, 1988–1993 aufwendig restauriert |
| St. Stephanus                                           |      | III 09 Holsterhausen 51° 26′ 28,3″ N, 6° 58′ 42,6″ O         | 1952–1953                                  |                                                                                | niedergelegt            | Vorgängerbau des Architekten Emil Jung aus dem Jahr 1930 im Jahr 1944 zerstört; Neubau 1953 ebenfalls durch Emil Jung, profaniert 2008, Abriss 2018 |
| Heilige Familie                                         |      | III 41 Margarethenhöhe 51° 25′ 48″ N, 6° 58′ 28,9″ O         | 1952                                       | Pfarrgemeinde St. Antonius                                                     | Gemeindekirche          | Einweihung 1952; Vorgängerbau: 1924 eingeweiht, 1944 zerstört, die Kirchenorgel wurde aus St. Stephanus übernommen |
| St. Dionysius                                           |      | IV 21 Borbeck-Mitte 51° 28′ 27,9″ N, 6° 56′ 59,6″ O          | 1862–1863, 1951                            | Pfarrgemeinde St. Dionysius                                                    | Pfarrkirche             | dreischiffig-neugotischer Bau nach Plänen von Vincenz Statz als drittes Gotteshaus an dieser Stelle erbaut, Grundsteinlegung 7. August 1862, am 24. Mai 1867 durch Erzbischof Paulus Melchers geweiht; 1944 bis auf den Turm zerstört, veränderter Wiederaufbau bis 1951 durch Emil Jung, seit 1987 denkmalgeschützt, im Inneren Grabmal der Essener Fürstäbtissin Elisabeth von Manderscheid-Blankenheim († 1598); zwei Vorgängerkirchen: älteste etwa aus dem 11. Jahrhundert als Filiale von St. Johann Baptist, die zweite durch Fürstäbtissin Katharina von der Mark etwa 1339             |
| St. Maria Immaculata                                    |      | IV 21 Borbeck-Mitte 51° 28′ 3,5″ N, 6° 56′ 48″ O             | 1947–1948                                  | Pfarrgemeinde St. Dionysius                                                    | niedergelegt            | profaniert 2007; Ursprungsbau vor 1917 (als Kloster und Kapelle der Oblaten der Unbefleckten Jungfrau Maria); Turm 1923; Ausbau 1929?; Wiederaufbau nach schweren Kriegsschäden, Konsekration 1948 durch Weihbischof Joseph Ferche; spätere Nutzung durch den CVJM bis Frühjahr 2014; Abriss im Mai/Juni 2014 |
| Marienkapelle am Düppenberg                             |      | IV 21 Borbeck-Mitte 51° 28′ 40,6″ N, 6° 56′ 34,6″ O          | 1924                                       | Pfarrgemeinde St. Dionysius                                                    | niedergelegt            | ehemalige Kapelle für die Schwestern des einstigen Ökonomiehofs am Düppenberg auf dem Grund des früheren Weitkamps-Kottens, am 8. Dezember 1924 geweiht, niedergelegt im März 1981 |
| Kapelle Gerichtsstraße                                  |      | IV 21 Borbeck-Mitte 51° 28′ 27,1″ N, 6° 57′ 18,4″ O          | Ende 19. Jahrhundert                       | Pfarrgemeinde St. Dionysius                                                    | Kapelle                 | seit 1999 unter Denkmalschutz; es soll in Zukunft eine bürgerschaftliche Erhaltung ohne finanzielle Beteiligung der Pfarrei St. Dionysius ermöglicht werden |
| St. Johannes Bosco                                      |      | IV 21 Borbeck-Mitte 51° 28′ 34,7″ N, 6° 57′ 45,7″ O          | Anfang 1960er Jahre                        | Pfarrgemeinde St. Dionysius                                                    | niedergelegt            | Architekt: Engelbert Köjer, Konsekration 1964 durch Bischof Franz Hengsbach, letzter Gottesdienst war am 30. Mai 2021; Abriss im September/Oktober 2021 |
| St. Maria Rosenkranz                                    |      | IV 22 Bochold 51° 28′ 44,9″ N, 6° 58′ 32,9″ O                | 1887–1888, 1900–1901, 1925–1927, nach 1945 | Pfarrgemeinde St. Dionysius                                                    | Gemeindekirche          | Kirche am 18. November 1888 geweiht, Turmpaar 1901, verändert wegen Bergschäden 1927, nach Kriegsschäden durch Engelbert Köjer verändert wiederaufgebaut. Im April 1958 wurde die neue Orgel, erbaut von der Firma Orgelbau Romanus Seifert & Sohn aus Kevelaer, durch Stadtdechant Brokamp geweiht, Schließung war für 2030 geplant, wurde aber auf September 2025 vorgezogen. Danach ist der Abriss (bis auf die Doppelturmfassade) geplant. |
| St. Fronleichnam (Notkirche)                            |      | IV 22 Bochold 51° 27′ 56,6″ N, 6° 57′ 30,9″ O                | 1919                                       |                                                                                |                         | Notkirche, eingeweiht am 7. September 1919, wurde 1932 durch die neue Kirche St. Fronleichnam ersetzt |
| St. Fronleichnam                                        |      | IV 22 Bochold 51° 27′ 58,3″ N, 6° 57′ 27,8″ O                | 1932, 1962, 1992                           | Pfarrgemeinde St. Dionysius                                                    | Gemeindekirche          | Planungsbeginn 1925 unter Beteiligung des Essener Architekten Ludwig Becker, Grundsteinlegung Juni 1932, Einweihung Ende 1932 durch Weihbischof Joseph Hammels, 1943 erhebliche Kriegsschäden, bis 1962 schrittweise wiederaufgebaut, 1992 verändert, denkmalgeschützt seit 1995; sollte bis 2025 aufgegeben werden, Schließung wurde bis nach einem Umbau der Pfarrkirche St. Dionysius verschoben. |
| St. Michael                                             |      | IV 19 Dellwig 51° 29′ 25,2″ N, 6° 56′ 19,8″ O                | 1909–1911, 1949–1955                       | Pfarrgemeinde St. Dionysius                                                    | Gemeindekirche          | neugotisch, geweiht am 29. Juni 1911, Konsekration 27. Juli 1912, seit 1990 unter Denkmalschutz, nach Kriegsschäden bis 1955 wiederaufgebaut |
| St. Bernhard                                            |      | IV 23 Bergeborbeck 51° 29′ 28,3″ N, 6° 57′ 14″ O             | 1958                                       |                                                                                | niedergelegt            | Erbaut nach einem Entwurf des Architekten Eberhard Michael Kleffner und 1958 als erste Kirche im neugegründeten Ruhrbistum geweiht, nach letztem Gottesdienst vom 21. Februar 1999 am 1. März 1999 profaniert und 2000 niedergelegt; ein Grund der Kirchenschließung war der Abstandserlass Nordrhein-Westfalens von 1972, der einen räumlichen Abstand von zwei Kilometern von Wohnsiedlungen und Gewerbeflächen vorschrieb. |
| St. Thomas Morus                                        |      | V 50 Vogelheim 51° 29′ 24,7″ N, 6° 59′ 8,2″ O                | 1952                                       | ehemals Pfarrgemeinde St. Dionysius                                            | niedergelegt            | aus Trümmersteinen erbaut, letzte Messe am 30. September 2018, Abriss im November 2019 zugunsten neuer Wohnbebauung |
| Kapelle des St.-Johannes-Stiftes / Don-Bosco-Gymnasiums |      | IV 21 Borbeck-Mitte 51° 28′ 33″ N, 6° 57′ 42,3″ O            | 1927(?), 1960                              | Salesianer Don Boscos                                                          | Hauskirche              | dient Kloster- und Schulgottesdiensten |
| St. Bonifatius                                          |      | IV 23 Bergeborbeck 51° 29′ 1,7″ N, 6° 58′ 30,1″ O            | 1939–1940                                  | Priesterbruderschaft St. Pius X.                                               | Hauskirche              | 1940 als protestantische „Glaubenskirche“ erbaut, nach Kriegszerstörung 1952 wiedererrichtet, 1981 durch die Priesterbruderschaft St. Pius X. gekauft und geweiht |
| St. Josef                                               |      | IV 18 Frintrop 51° 28′ 26,3″ N, 6° 54′ 46,4″ O               | 1874–1877, 1894–1895                       | Pfarrgemeinde St. Josef Frintrop                                               | Pfarrkirche             | dreischiffige Hallenkirche, neugotisch mit Kreuzrippengewölbe auf Rundpfeilern, Konsekration im September 1897, seit 1994 unter Denkmalschutz |
| Herz Jesu                                               |      | IV 18 Frintrop 51° 29′ 4,4″ N, 6° 54′ 14,4″ O                | 1952–1953                                  |                                                                                | niedergelegt            | erster Spatenstich: 1. Juli 1952, Einweihung: 8. Dezember 1953, letzter Gottesdienst: 13. September 2008; Vorgänger-Notkirche: Grundsteinlegung: 31. Mai 1908, Einweihung: 4. Oktober 1908. Der Leo-Kirchbau-Verein wurde kurz vor dem Tod von Papst Leo XIII. gegründet und verhalf zum Bau der Notkirche Herz-Jesu. |
| St. Antonius Abbas                                      |      | IV 16 Schönebeck 51° 27′ 14,7″ N, 6° 56′ 15,7″ O             | 1925–1927                                  | Pfarrgemeinde St. Josef Frintrop                                               | Gemeindekirche          | Am 30. September 1899 wurde der erste Rektor der am 5. November 1899 benedizierten Notkirche St. Antonius Abbas ernannt, die zur Muttergemeinde St. Dionysius in Borbeck gehörte. Am 1. März 1908 wurde sie aus der Muttergemeinde ausgepfarrt und zur kanonischen Pfarrei erhoben. Die heutige Kirche wurde 1925 errichtet und am 8. Mai 1927 durch Weihbischof Joseph Hammels konsekriert. Die Zukunft ist nach dem Votum des Pfarreientwicklungsprozesses fraglich, das vorsieht, die Kirche baldmöglichst zu schließen. Dagegen erhebt sich reger Widerstand.                               |
| St. Franziskus                                          |      | IV 17 Bedingrade 51° 27′ 54″ N, 6° 55′ 50,2″ O               | 1957–1958                                  | Pfarrgemeinde St. Josef Frintrop                                               | Filialkirche            | ehemals Sitz des stadtweiten Jugendpastoralen Zentrums „Laudate“, Architekt: Rudolf Schwarz |
| St. Paulus                                              |      | IV 20 Gerschede 51° 28′ 49,1″ N, 6° 56′ 21,7″ O              | 1954–1956                                  | Pfarrgemeinde St. Josef Frintrop                                               | Gemeindekirche          | Einweihung vor Fertigstellung am 10. Juli 1955 durch Joseph Ferche. Im August 1958 wurde der kupferne Hahn auf dem 32 Meter hohen Kirchturm angebracht. 2017 wurde die Schließung der Kirche beschlossen. Messe zur Außerdienststellung am 27. Juni 2021, der neue Eigentümer wird das Grundstück für ein Hospiz umnutzen. Inzwischen wurde die Kirche (bis auf den Turm) abgerissen. |
| St. Hermann-Josef                                       |      | IV 19 Dellwig 51° 29′ 3,2″ N, 6° 55′ 44″ O                   | 1964                                       |                                                                                | niedergelegt            | Architekt: Alfons Leitl; letzter Gottesdienst am 1. Oktober 2010 |
| St. Johann Baptist                                      |      | V 24 Altenessen-Nord 51° 30′ 0,7″ N, 7° 0′ 23,4″ O           | 1860–1862                                  | Pfarrgemeinde Hl. Cosmas und Damian                                            | Gemeindekirche          | Der Ursprungsbau von 1860 wurde in den Jahren 1871/72, 1891, 1901 (Turmbau) und nach erheblichen Kriegsschäden bis 1953 immer wieder erweitert und verändert; Kirchbau sollte abgerissen und durch einen Neubau innerhalb des geplanten neuen Komplexes des Marienhospitals ersetzt werden. Nach der Schließung des Krankenhauses im Herbst 2020 sind diese Pläne nun hinfällig und die Kirche bleibt im Eigentum der Pfarrei. |
| Herz Mariä                                              |      | V 24 Altenessen-Nord 51° 30′ 40,7″ N, 7° 1′ 46,2″ O          | 1938–1954                                  | Pfarrgemeinde Hl. Cosmas und Damian                                            | Filialkirche            | Konsekration 1959 durch Weihbischof Julius Angerhausen; eine Teilumnutzung des Gebäudes ist in Planung . Für Juni 2026 ist die Schließung der Kirche geplant. |
| St. Ewaldi                                              |      | V 24 Altenessen-Nord 51° 30′ 32,5″ N, 7° 0′ 18,4″ O          | 1960                                       |                                                                                | niedergelegt            | Fertigstellung am 5. Juli 1960, Einweihung am 21. Oktober 1960; letzter Gottesdienst am Ostermontag, 24. März 2008; Abriss des Kirchengebäudes 2012 |
| Herz Jesu                                               |      | V 25 Altenessen-Süd 51° 28′ 48″ N, 7° 0′ 18″ O               | 1894, 1958                                 | Pfarrgemeinde Hl. Cosmas und Damian                                            | profaniert              | Architekten: Emil Steffann und Karl-Otto Lüfkens; erbaut unter Verwendung von Resten der Umfassungsmauern und des Turmstumpfs vom kriegszerstörten Vorgängerbau. Letzter Gottesdienst und Profanierung am 29. Juni 2025. Umbau des Kirchenschiffs in Wohnungen in Planung. |
| St. Hedwig                                              |      | V 25 Altenessen-Süd 51° 29′ 34,1″ N, 7° 1′ 4,8″ O            | 1931–1932                                  | Pfarrgemeinde Hl. Cosmas und Damian                                            | Gemeindekirche          | Backstein-Saalbau; Architekt: Wilhelm Schneider, denkmalgeschützt seit 1990 |
| St. Nikolaus                                            |      | VI 38 Stoppenberg 51° 28′ 33,1″ N, 7° 2′ 14,5″ O             | 1906–1907                                  | Pfarrgemeinde Hl. Cosmas und Damian                                            | weitere Kirche          | dem Jugendstil zugerechnet, 1974–1976 grundlegend renoviert, seit 1991 unter Denkmalschutz; Gedenktafel: Als Pfarrkirche für die 1074 geweihte Nikolauskapelle und im 12. Jahrhundert erweiterte Stiftskirche auf dem Kapitelberg am Fuß des Berges von Carl Moritz erbaut.; seit 2010 Pfarrkirche der Pfarrgemeinde St. Nikolaus, wurde im Juni 2020 an die chaldäisch-katholische Gemeinde übergeben, die zuvor St. Albertus Magnus nutzte |
| Hl. Schutzengel                                         |      | I 36 Frillendorf 51° 27′ 50,3″ N, 7° 2′ 54,6″ O              | 1923–1958                                  | Pfarrgemeinde Hl. Cosmas und Damian                                            | Filialkirche            | denkmalgeschützter, expressionistischer Backsteinbau mit elliptischem Grundriss; Architekt: Edmund Körner, Grundsteinlegung 1923, Turm 1958 fertiggestellt; geweiht 1989; soll 2026 außer Dienst gestellt werden, weiterer Verbleib unklar |
| St. Anno                                                |      | VI 38 Stoppenberg 51° 28′ 52,1″ N, 7° 1′ 32,7″ O             | 1976–1982                                  | Pfarrgemeinde Hl. Cosmas und Damian                                            | umgenutzt               | Architekt: Heinz Dohmen; Baubeginn 21. Oktober 1976, geweiht durch Bischof Franz Hengsbach am 24. Januar 1982, letzter Gottesdienst am 16. März 2008; unter dem Namen 'St. Stephanus' heute Sitz der serbisch-orthodoxen Gemeinde |
| Stiftskirche Maria in der Not                           |      | VI 38 Stoppenberg 51° 28′ 31,4″ N, 7° 2′ 7,8″ O              | 1073                                       |                                                                                | Hauskirche              | dreischiffige Pfeilerbasilika, von der Essener Äbtissin Swanhild gestiftet, als Nikolauskapelle 1074 von Erzbischof Anno II. geweiht, seit 1985 unter Denkmalschutz; heute Klosterkirche der unbeschuhten Karmelitinnen |
| St. Joseph                                              |      | VI 39 Katernberg 51° 30′ 5″ N, 7° 2′ 39,5″ O                 | 1880–1881, 1888–1889                       | Pfarrgemeinde Hl. Cosmas und Damian                                            | Pfarrkirche             | Grundsteinlegung 29. Juni 1888, Segnung 22. Dezember 1889, westliches Joch und Turm 1898–1899 ergänzt, Kirchweihe 8. Oktober 1907 durch Kardinal Fischer, seit 1991 unter Denkmalschutz; von 2020 bis 2021 Pfarrkirche der Pfarrgemeinde St. Nikolaus, die 2021 in der Pfarrgemeinde Hl. Cosmas und Damian aufgegangen ist |
| Heilig-Geist-Kirche                                     |      | VI 39 Katernberg 51° 29′ 33,7″ N, 7° 2′ 52,8″ O              | 1955–1957                                  | Pfarrgemeinde Hl. Cosmas und Damian                                            | profaniert & umgenutzt  | Erster Spatenstich 11. Dezember 1955, Grundsteinlegung 10. Juni 1956, Konsekration durch Bischof Hengsbach am 31. August 1958, Architekt Gottfried Böhm; letzter regulärer Gottesdienst fand am 14. August 2020 statt. 2024 profaniert. Seit April 2025: Kunstraum Heilig Geist am UNESCO-Welterbe Zollverein. Vorgängerbau: errichtet durch Umbau der Ölfabrik Blass u. Sohn durch Emil Jung, am 13. Oktober 1934 durch Weihbischof Hammels konsekriert wegen Kriegs- und Bergschäden aufgegeben                                                                                               |
| St. Elisabeth                                           |      | VI 37 Schonnebeck 51° 28′ 50,9″ N, 7° 3′ 46″ O               | 1906–1907                                  | Pfarrgemeinde Hl. Cosmas und Damian                                            | Gemeindekirche          | Einweihung am 15. September 1907; aufgrund von Bergschäden immer wieder verändert; soll im November 2025 außer Dienst gestellt werden, danach Abriss wegen Bergschäden geplant. |
| St. Winfried                                            |      | VII 35 Kray 51° 28′ 23,3″ N, 7° 4′ 31,5″ O                   | 1953–1954                                  | zuletzt Pfarrgemeinde St. Nikolaus (heute Pfarrgemeinde Hl. Cosmas und Damian) | niedergelegt            | Architekt: Emil Jung; geweiht am 1. August 1954; letzter Gottesdienst am 13. Januar 2008; Abriss im März 2016 |
| St. Albertus Magnus                                     |      | VI 39 Katernberg 51° 29′ 38,8″ N, 7° 3′ 53,6″ O              | 1983–1986                                  | Pfarrgemeinde Hl. Cosmas und Damian                                            | profaniert und verkauft | Kirchweihe 15. November 1988, Architekt: Gisberth Hülsmann, letzter Gottesdienst der Ortsgemeinde am 13. Januar 2008; diente bis Sommer 2020 der syrisch-chaldäischen Gemeinde als Kirche; profaniert und 2023 verkauft; seit 2024 unter Denkmalschutz;Vorgängerbau: errichtet 1955–1956, 1978 wegen Bergschäden geschlossen, 1982 niedergelegt |
| St. Laurentius                                          |      | VII 34 Steele 51° 26′ 53,5″ N, 7° 4′ 28,1″ O                 | 1870–1875                                  | Pfarrgemeinde St. Laurentius                                                   | Pfarrkirche             | Ausführung August Rincklake, Grundsteinlegung 26. Juni 1870, Konsekration 20. Mai 1875 durch Paulus Melchers; Vorgängerbau: an dieser Stelle, erwähnt erstmals 1314, Filiale von Essen, 1870 niedergelegt |
| Kapelle des Laurentiusstifts                            |      | VII 34 Steele 51° 26′ 48,9″ N, 7° 4′ 13,6″ O                 | 1904                                       | Pfarrgemeinde St. Laurentius                                                   | Hauskirche              | Ursprünglich Kapelle des einstigen Laurrentius-Hospitals, seit 1998 des Seniorenstifts. |
| Pax-Christi-Kirche                                      |      | II 13 Bergerhausen 51° 26′ 19,7″ N, 7° 3′ 17,9″ O            | 1950–1958                                  | Pfarrgemeinde St. Laurentius                                                   | Filialkirche            | 1950 wurde in Unterbergerhausen durch den Erzbischof von Köln das unabhängige Seelsorgerliche Rektorat errichtet. 1957 wurde es als selbständige Kirchengemeinde von St. Lambertus abgepfarrt. Die am 15. Februar 1959 konsekrierte Kirche hieß zunächst St. Albertus Magnus und wurde am 20. Juli 1967 Pax-Christi-Kirche genannt. Doppelkirche (Ober- und Unterkirche); Gründungspfarrer Karl Johannes Heyer. Oberkirche im Oktober 2020 durch rum-orthodoxe Gemeinde übernommen. |
| St. Marien                                              |      | VII 34 Steele 51° 27′ 11,5″ N, 7° 4′ 29,3″ O                 | 1924–1925                                  | Pfarrgemeinde St. Laurentius                                                   | umgenutzt               | sattelgedeckte Saalkirche, Architekt: Stark (Stadtbaurat in Steele), errichtet durch den Steeler Bauunternehmer Schlanstein, geweiht am 14. Juni 1925, letzter Gottesdienst war im April 2008, seit 1989 unter Denkmalschutz, diente ab 2015 als Kleiderkammer für Flüchtlinge, 2019 Verkauf durch das Bistum, 2020/21 umgebaut zum Wohnhaus mit 12 Wohnungen |
| St. Eligius                                             |      | VII 34 Steele 51° 26′ 43,1″ N, 7° 3′ 49,3″ O                 | 1960–1961                                  |                                                                                | niedergelegt            | Architekt: Bernhard Rotterdam, Grundsteinlegung 15. Mai 1960, im März 2009 niedergelegt, letzter Gottesdienst am 29. März 2008; großer Teil des Inventars ging an die polnische St.-Adalbertus-Gemeinde in Kołobrzeg |
| St. Barbara                                             |      | VII 35 Kray 51° 27′ 58,2″ N, 7° 4′ 53″ O                     | 1894–1896                                  | Pfarrgemeinde St. Laurentius                                                   | Gemeindekirche          | neugotisch, Architekt Josef Kleesattel, seit 1985 unter Denkmalschutz |
| St. Joseph                                              |      | VII 47 Leithe 51° 27′ 52,9″ N, 7° 5′ 50,1″ O                 | 1963                                       | Pfarrgemeinde St. Laurentius                                                   | profaniert              | Architekt: Josef Lehmbrock, Fassade später mit Zinkblech verkleidet; 2022 profaniert |
| St. Christophorus                                       |      | VII 35 Kray 51° 27′ 42,5″ N, 7° 4′ 31,8″ O                   | 1963–1964                                  | Bistum Essen                                                                   | umgenutzt               | profaniert; Architekten: Wolfgang von Chamier und Rolf Dieter Grundmann; letzter Gottesdienst: 30. März 2008; Ende November 2010: Eröffnung als Diözesanarchiv des Bistums Essen, Kosten: 2,5 Millionen Euro |
| Filialkirche Isinger Feld                               |      | VII 47 Leithe 51° 27′ 24,5″ N, 7° 5′ 25,8″ O                 | um 1970                                    | Pfarrgemeinde St. Laurentius                                                   | umgenutzt               | Gottesdienst- und Gemeindesaal, 1970 als Filialkirche benediziert, erhielt aber nie ein Patrozinium. Seit 2009 Sitz eines koreanischen Kulturvereins |
| St. Antonius von Padua                                  |      | VII 45 Freisenbruch 51° 27′ 13,3″ N, 7° 6′ 9″ O              | 1900–1901                                  | Pfarrgemeinde St. Laurentius                                                   | Gemeindekirche          | seit 1989 unter Denkmalschutz |
| St. Altfrid                                             |      | VII 45 Freisenbruch 51° 26′ 51″ N, 7° 5′ 50″ O               | 1985                                       | Pfarrgemeinde St. Laurentius                                                   | außer Dienst            | Grundsteinlegung am 2. Februar 1985; gebaut im Stil der modernen Architektur, Kirchenschließung nach letztem Gottesdienst am 28. März 2020 |
| Herz Jesu                                               |      | VII 34 Steele 51° 26′ 41,2″ N, 7° 5′ 21,8″ O                 | 1919–1920                                  |                                                                                | niedergelegt            | Vorgänger (eigentlich als Notkirche) der Steeler Herz-Jesu-Kirche von 1966: Gründung Kirchbauverein 1910, Baugenehmigung am 7. August 1919, erster Spatenstich am 17. August 1919, Grundsteinlegung am 26. Oktober 1919, Einweihung am 27. Juni 1920, Gemeinde 1927 zur selbständigen Kapellengemeinde erhoben, Kirchturmhöhe 21 m, Abbruchgenehmigung des einsturzgefährdeten Baus am 20. November 1969, Abriss im Februar 1970 beendet. |
| Herz Jesu                                               |      | VII 34 Steele 51° 26′ 45,9″ N, 7° 5′ 22,6″ O                 | 1962–1966                                  | Pfarrgemeinde St. Laurentius                                                   | umgenutzt               | Nachfolger der Steeler Herz-Jesu-Kirche von 1919: Architekt Ernst von Rudloff, 23. Oktober 1966 eingeweiht, Bau aus Backsteinkuben in den frühen 1990er Jahren wegen anhaltender Feuchtigkeitsprobleme vollständig mit Stahl-Lamellen ummantelt, 2005 profaniert; 2015 gibt es Pläne, das Innere in Wohnungen umzugestalten |
| St. Joseph                                              |      | VII 46 Horst 51° 26′ 14,1″ N, 7° 6′ 5,8″ O                   | 1885–1887, 1900–1903                       | Pfarrgemeinde St. Laurentius                                                   | Gemeindekirche          | dreischiffiger neugotischer Bau aus Ruhrsandstein; eingeweiht am 7. Juni 1887, Anbau von Sakristei, Turm und Kreuzschiff bis 1903, seit 1989 unter Denkmalschutz |
| Heilige Dreifaltigkeit                                  |      | VII 45 Freisenbruch (Eiberg) 51° 26′ 38,6″ N, 7° 7′ 3,4″ O   | 1957–1958                                  | Trägerverein für das Franz Sales Haus zu Essen                                 | umgenutzt               | Architekten: Fritz Freundlieb und Ludger Kösters; Grundsteinlegung 20. Juni 1957, Konsekration 12. Juli 1958 durch Bischof Hengsbach, wurde nach Umbau 2009/2010 Wohnheim für 20 geistig behinderte Menschen (Außenstelle des Franz Sales Hauses) |
| Filialkirche Bergmannsfeld                              |      | VII 45 Freisenbruch 51° 26′ 48,5″ N, 7° 6′ 34,9″ O           | 1975–1977                                  | Pfarrgemeinde St. Laurentius                                                   | außer Dienst            | auch zweite Dreifaltigkeitskirche genannt. Architekt Werner von Chamier, Teil eines als Kirchdorf konzipierten Gemeindezentrums. Letzter Gottesdienst im November 2019. |
| Stiftskirche der Fürstin-Franziska-Christine-Stiftung   |      | VII 34 Steele 51° 27′ 0,6″ N, 7° 4′ 22,4″ O                  | 1764–1770                                  | Fürstin-Franziska- Christine-Stiftung                                          | Hauskirche              | Am 28. August 1770 von Abt Anselm Sonius von Werden (1757–1774) eingeweiht. |
| St. Lambertus                                           |      | II 12 Rellinghausen 51° 25′ 33,1″ N, 7° 2′ 22,8″ O           | 1826–1829                                  | Pfarrgemeinde St. Lambertus                                                    | Pfarrkirche             | ehem. Stiftskirche des Essener Tochterstiftes Rellinghausen; erster Kirchbau um 750; der heutige 1826–1829 errichtete klassizistische Bau ersetzt eine im 11./12. Jahrhundert entstandene und 1822 niedergelegte, dreischiffige romanische Pfeilerbasilika; 1634 von St. Jakob in St. Lambertus umbenannt; Architekten: Otto von Gloeden, Karl Friedrich Schinkel; Einweihung 1852; im Zweiten Weltkrieg ausgebrannt, 1949 erneut geweiht, denkmalgeschützt seit 1985 |
| St. Theresia                                            |      | II 14 Stadtwald 51° 25′ 8,8″ N, 7° 1′ 36,7″ O                | 1955–1958                                  | Pfarrgemeinde St. Lambertus                                                    | umgenutzt               | Steht auf dem Grund des ehemaligen Levering-Hofes, ein Pachtgut des Damenstiftes Rellinghausen, welches 1361 erstmals erwähnt wurde. Geweiht am 11. Oktober 1958 von Bischof Franz Hengsbach. Architekt: BDA Carl Lütge. Kirchenfenster von Helmut Lang. Zuletzt Filialkirche von St. Lambertus; letzter Gottesdienst Pfingsten 2022; danach mit Kosten von 6 Millionen Euro Gebäude entkernt, zur Kindertagesstätte mit einer Kapelle umgebaut und im August 2024 bezogen; Turm als Landmarke erhalten.                                                                                        |
| St.-Anna-Kapelle                                        |      | II 12 Rellinghausen 51° 25′ 46,7″ N, 7° 2′ 50,3″ O           | 1701                                       | Pfarrgemeinde St. Lambertus                                                    | Kapelle                 | Barockkapelle, anstelle einer 1516 errichteten hölzernen Sühnekapelle für einen Hostienraub in der Rellinghauser Stiftskirche erbaut; 1841/43 und 1974/78 saniert, das Annenfest findet an jedem 26. Juli seit dem Hostienraub statt, seit 1985 unter Denkmalschutz |
| St.-Petrus-Canisius                                     |      | II 12 Rellinghausen 51° 25′ 37″ N, 7° 2′ 44″ O               | 1926                                       |                                                                                | niedergelegt            | Errichtet durch Umbau einer Schraubenfabrik von dem Jesuitenpater Paul Jungblut (1890–1951), geweiht durch Kardinal Karl Joseph Schulte am 27. April 1926, namensgebend ist der Heilige und Kirchenlehrer Petrus Canisius, als Rektoratskirche unterstand sie der Gemeinde St. Lambertus; 1928 Austritt von Pater Jungblut aus Jesuitenorden; 1932 Kirchenschließung, da Jungblut sich nicht St. Lambertus unterordnen wollte und ihm die Heilige Messe durch das Erzbistum Köln entzogen wurde; nach 1945 diente die Canisiuskirche einige Jahre als Notkirche der zerstörten Lambertuskirche. |
| St. Hubertus                                            |      | II 13 Bergerhausen 51° 26′ 19,7″ N, 7° 1′ 50,3″ O            | 1912–1914                                  | Pfarrgemeinde St. Lambertus                                                    | Gemeindekirche          | Gemeinde St. Hubertus und Raphael; in Form einer Basilika, Architekt: Josef Kleesattel, seit 1986 unter Denkmalschutz |
| Kapelle Anna selbdritt                                  |      | II 13 Bergerhausen 51° 26′ 23,9″ N, 7° 1′ 34,9″ O            | 1928                                       |                                                                                | Kapelle                 | 1928 als Ersatz errichtet für die ursprüngliche Kapelle, gebaut um 1520 nach einer Pockenepidemie neben dem Tor zur Grubenfahrt der Zeche Ludwig an der Rellinghauser Straße; musste dort aus verkehrstechnischen Gründen weichen; war Station von Prozessionen; heutige Kapelle in gleichem Stil wurden in den Jahren 2013 bis 2015 saniert, Originalfigur der Anna selbdritt ist ausgestellt in der St.-Hubertuskirche |
| St. Raphael                                             |      | II 13 Bergerhausen 51° 26′ 18,4″ N, 7° 2′ 33,2″ O            | 1964–1965                                  |                                                                                | niedergelegt            | Architekt: Ernst Burghartz, profaniert 2009, abgerissen 2012, jetzt Wohnbebauung |
| St. Ludgerus                                            |      | II 10 Rüttenscheid 51° 25′ 57,7″ N, 7° 0′ 12″ O              | 1890, 1950                                 | Pfarrgemeinde St. Lambertus                                                    | Gemeindekirche          | Gemeinde St. Ludgerus und Martin, nach Kriegszerstörung bis 1950 wiederaufgebaut; Vorgängerbau: 1890 eingeweiht, 1932/1933 umfangreich erweitert |
| St. Martin                                              |      | II 10 Rüttenscheid 51° 25′ 28,6″ N, 7° 0′ 9,4″ O             | 1967                                       |                                                                                | umgenutzt               | Architekt: Ernst Burghartz, geweiht am 14. Oktober 1967; erste kath. Kirche in Essen, die umgewidmet wurde; Schließung 4. Juni 2006 durch Weihbischof Franz Vorrath, zu einem Pflege- und Altenheim umgebaut, darin eine Kapelle St. Martin |
| Siechenkapelle                                          |      | II 10 Rüttenscheid 51° 26′ 4″ N, 7° 0′ 18,2″ O               | ca. 1426–1445                              |                                                                                | Anbetungskirche         | Kapelle gehörte bis 1726 zu einer Station für Leprakranke, damals etwa 1 km vor dem Kettwiger Tor im Wald gelegen, zwischen 1886 und 1890 diente sie der kath. Gemeinde als Notkirche, später profanen Zwecken; im Zweiten Weltkrieg schwer beschädigt wurde sie 1950/1951 auf Initiative des kath. Akademikerverbandes wieder hergerichtet, denkmalgeschützt seit 1985 |
| St. Andreas                                             |      | II 10 Rüttenscheid 51° 26′ 15″ N, 7° 0′ 44,5″ O              | 1954–1957                                  | Pfarrgemeinde St. Lambertus                                                    | Gemeindekirche          | seit 1995 denkmalgeschützte Backstein-Saalkirche, Architekt: Rudolf Schwarz, Vorgängerbau: an gleicher Stelle im Zweiten Weltkrieg zerstört |
| Altenhof-Kapelle                                        |      | II 10 Rüttenscheid 51° 25′ 34,5″ N, 7° 0′ 34,6″ O            | 1900                                       | Alfried Krupp von Bohlen und Halbach-Stiftung                                  | Hauskirche              | Kirche des Alfried Krupp Krankenhauses; ehem. kath. Kapelle des Altenhofes I nach Plänen von Robert Schmohl; am 25. Oktober 1900 im Beisein von Wilhelm II. und Auguste Viktoria eingeweiht; nach Kriegsschäden 1952 schlichter instand gesetzt, seit 1985 unter Denkmalschutz |
| Herz Jesu                                               |      | VIII 48 Burgaltendorf 51° 24′ 53,8″ N, 7° 6′ 52,4″ O         | 1898–1900                                  | Pfarrgemeinde St. Josef Ruhrhalbinsel                                          | Pfarrkirche             | dreischiffige Basilika aus Ruhrsandstein in romanischem Stil errichtet, Grundsteinlegung 20. August 1898, mehrfach saniert, seit 1990 unter Denkmalschutz, ursprünglich Gemeindekirche, seit November 2013 Pfarrkirche |
| St. Mariä Geburt                                        |      | VIII 32 Kupferdreh-Dilldorf 51° 23′ 4,3″ N, 7° 4′ 59,9″ O    | 1876–1879, 1886–1887                       | Pfarrgemeinde St. Josef Ruhrhalbinsel                                          | Gemeindekirche          | aus Ruhrsandstein erbaut, Grundsteinlegung: 18. Oktober 1876, Konsekration: 8. September 1879 durch Weihbischof Fischer, seit 1989 unter Denkmalschutz, beherbergt eine Niederlassung der Unbeschuhten Karmeliten, Kirche der Gemeinde St. Josef Kupferdreh, Schließung erfolgt in den 2020er-Jahren |
| St. Barbara                                             |      | VIII 33 Byfang 51° 24′ 21,2″ N, 7° 5′ 59,5″ O                | 1928–1929                                  | Pfarrgemeinde St. Josef Ruhrhalbinsel                                          | Filialkirche            | Fassaden aus Ruhrsandstein, eröffnet am 11. August 1929, Kirche der Gemeinde St. Josef Kupferdreh |
| St. Josef                                               |      | VIII 32 Kupferdreh 51° 23′ 31,7″ N, 7° 5′ 6″ O               | 1902–1904                                  | Pfarrgemeinde St. Josef Ruhrhalbinsel                                          | niedergelegt            | Grundsteinlegung: 13. April 1902; Konsekration: 6. Mai 1904; Gemeindebaumeister Heinrich Wassermann entwarf Kirche und Pfarrhaus unentgeltlich; 1957/1958 Anbau eines neuen Chores, mit Wirkung vom 24. November 2013 an wegen Baufälligkeit profaniert und im Dezember 2015 niedergelegt. |
| St. Suitbert                                            |      | VIII 44 Überruhr-Holthausen 51° 25′ 17,4″ N, 7° 5′ 0,2″ O    | 1964–1966                                  | Pfarrgemeinde St. Josef Ruhrhalbinsel                                          | Gemeindekirche          | gilt als modernster Kirchenbau Essens, Konsekration im April 1966, Architekt: Josef Lehmbrock; seit 2019 unter Denkmalschutz; Architekt Pfarrhaus: Ernst Burghartz |
| St. Maria Heimsuchung                                   |      | VIII 43 Überruhr-Hinsel 51° 25′ 45,9″ N, 7° 4′ 31,4″ O       | 1873–1874                                  |                                                                                | niedergelegt            | neugotischer Kirchbau; erster Spatenstich am 12. März 1873; Grundsteinlegung 18. Mai 1873; Fertigstellung 14. Mai 1874; Kirchweihe durch Kardinal Krementz am 3. September 1892; letzte Messe am 1. Juli 1967; wegen Baufälligkeit 1969 niedergelegt, Turm am 21. Februar 1969 gesprengt. |
| St. Mariä Heimsuchung                                   |      | VIII 43 Überruhr-Hinsel 51° 25′ 45,2″ N, 7° 4′ 27,8″ O       | 1965–1967                                  | Pfarrgemeinde St. Josef Ruhrhalbinsel                                          | profaniert              | ersetzte Vorgängerbau von 1874 im Hinseler Hof, Architekten: Ernst Burghartz und Hans Günter Fuss, profaniert am 5. Mai 2024 |
| Friedenskapelle der Heiligen Eucharistie                |      | VIII 48 Burgaltendorf 51° 25′ 36″ N, 7° 5′ 18,2″ O           | 1961                                       | Pfarrgemeinde St. Josef Ruhrhalbinsel                                          | Kapelle                 | Erster Spatenstich: 31. Januar 1960, Grundsteinlegung: 18. April 1960, Richtfest: 3. Oktober 1960, Einweihung: 28. Mai 1961 Jeden 1. Mai ziehen umliegende Gemeinden in einer Sternprozession zur Friedenskapelle zur Messe. |
| St. Georg                                               |      | VIII 31 Heisingen 51° 24′ 14″ N, 7° 3′ 54″ O                 | 1879–1881                                  | Pfarrgemeinde St. Josef Ruhrhalbinsel                                          | Gemeindekirche          | neugotischer Baustil, Ausstattung entworfen von Heinrich Gerhard Bücker |
| St. Ludgerus                                            |      | IX 29 Werden 51° 23′ 16,8″ N, 7° 0′ 16,9″ O                  | 799                                        | Propsteigemeinde St. Ludgerus/Land Nordrhein-Westfalen                         | Pfarrkirche             | ehemalige Abteikirche, Basilica minor |
| St. Lucius                                              |      | IX 29 Werden 51° 23′ 34″ N, 7° 0′ 4″ O                       | 995                                        | Propsteigemeinde St. Ludgerus                                                  | Filialkirche            | mehrere Bauphasen; gilt als älteste, erhaltene Gemeindekirche nördlich der Alpen; seit 1985 unter Denkmalschutz |
| St. Salvatorkirche                                      |      | IX 29 Werden 51° 23′ 16,7″ N, 7° 0′ 16,9″ O                  | Anfang 9. Jahrhundert                      |                                                                                | zerstört                | befand sich mit der Peterskirche am Ort der heutigen St.-Ludgerus-Kirche, wurde 812 in einer Urkunde erwähnt und durch Brände 1119 und 1256 zerstört, Wüstung ist seit 1995 Bodendenkmal |
| Peterskirche                                            |      | IX 29 Werden 51° 23′ 16,9″ N, 7° 0′ 16,9″ O                  | 940er Jahre                                |                                                                                | zerstört                | befand sich mit der St.-Salvator-Kirche am Ort der heutigen St.-Ludgerus-Kirche, Wüstung ist seit 1995 Bodendenkmal |
| St. Clemens                                             |      | IX 29 Werden 51° 22′ 59,2″ N, 7° 0′ 21,7″ O                  | 957                                        |                                                                                | niedergelegt            | geweiht am 1. Mai 957 durch Erzbischof Bruno von Köln, niedergelegt im November 1817, lag innerhalb einer Ringwallanlage aus dem 9.–11. Jahrhundert, heute Bodendenkmal |
| St.-Nikolaus-Kapelle                                    |      | IX 29 Werden 51° 23′ 18,1″ N, 7° 0′ 14,2″ O                  | 1. Hälfte 11. Jahrhundert                  |                                                                                | niedergelegt            | Fundamentreste der am 5. Oktober 1047 durch Erzbischof Hermann II. (Köln) geweihten Kirche unter der heutigen Abteistraße (B 224) sind seit 1994 Bodendenkmal. Niedergelegt 1806. |
| Zur Schmerzhaften Mutter Maria                          |      | IX 42 Fischlaken 51° 22′ 55,6″ N, 7° 2′ 34,1″ O              | 1926–1927                                  | Propsteigemeinde St. Ludgerus                                                  | weitere Kirche          | Architekt: Heinz Tonscheidt; Grundsteinlegung: 16. September 1926; Einweihung: 13. November 1927; Wiederaufbau nach Zerstörung im Krieg: 1948–1952; Ursprünglich Filialkirche als Expositur von St. Ludgerus. Gemeindemitglieder betreiben das Gotteshaus nun in Eigenregie, keine finanzielle Unterstützung mehr durch das Bistum Essen. |
| St. Markus (Essen)                                      |      | IX 26 Bredeney 51° 24′ 49,9″ N, 6° 59′ 44,3″ O               | 1880–1883                                  | Propsteigemeinde St. Ludgerus                                                  | Gemeindekirche          | Konsekration: 20. Oktober 1894 durch Weihbischof Schmitz, 1932 Anbau des Glockenturms, nach 1945 verändert; Vorgängerbau: Kapelle St. Markus |
| Kapelle St. Markus                                      |      | IX 26 Bredeney 51° 24′ 47″ N, 6° 59′ 47,4″ O                 | 1036                                       |                                                                                | niedergelegt            | 1036 von Gerold Graf von Limburg (1031–1050), Wahlabt von Werden, zu Ehren der Dreifaltigkeit erbaut, im 14. Jahrhundert erweitert, niedergelegt 1803 Abgebildetes Markuskreuz ist noch heute Treffpunkt von Prozessionen. |
| Maria Magdalena zu Baldeney                             |      | IX 26 Bredeney 51° 24′ 29,5″ N, 7° 1′ 25,1″ O                | 1337                                       | Propsteigemeinde St. Ludgerus                                                  | Kapelle                 | aus Ruhrsandstein erbaut; 1337 durch Theodor von Leythe gestiftet und der Heiligen Magdalena geweiht; gehört als Schlosskapelle zum Schloss Baldeney, dem ehem. Sitz eines Ministerialen der Werdener Abtei; heutiges Aussehen geht auf Umbau im 16. Jahrhundert zurück; 1802 an Preußen, das die Kapelle 1819 der Familie Schirp als Eigentümer des Hauses Baldeney überließ; innere Ausstattung stammt nach Neu-Weihung aus dem Jahr 1821, nach Restaurierung im August 1994 wieder für Gottesdienste (beider Konfessionen) freigegeben und von der Pfarrgemeinde St. Markus betreut          |
| Klusenkapelle St. Ägidius                               |      | IX 26 Bredeney 51° 24′ 46,7″ N, 7° 1′ 0,5″ O                 | vor 1300                                   |                                                                                | Kapelle                 | Erstmals 1359 urkundlich erwähnt, jedoch hier bereits 1036 eine Kapelle geweiht, 1777–1779 von Alois Joseph Wilhelm Brockhoff, dem Kanoniker und Offizial des Essener Stiftes vor dem Verfall bewahrt, seitdem jährlich zum Ägidientag Prozession, ursprünglich Kapelle für eine Einsiedelei (Kluse) und Aussätzigenstation, seit 1985 denkmalgeschützt |
| Christus König                                          |      | III 28 Haarzopf 51° 25′ 10,1″ N, 6° 58′ 7″ O                 | 1977                                       | Pfarrgemeinde St. Ludgerus                                                     | Gemeindekirche          | geweiht am 21. August 1977 von Franz Hengsbach, Architekten: Ernst Burghartz und Hans Günter Fuss; Vorgängerbau: Grundsteinlegung 5. Mai 1929, Einweihung 27. Oktober 1929 |
| St. Maria Königin                                       |      | III 28 Haarzopf 51° 24′ 42,4″ N, 6° 57′ 2,2″ O               | 1962                                       | Propsteigemeinde St. Ludgerus                                                  | niedergelegt            | ursprünglich Filialkirche von Christus König, Einsegnung am 25. März 1962, letzter Gottesdienst 31. Dezember 2012; Abriss erfolgte Anfang 2017 |
| St. Kamillus                                            |      | IX 30 Heidhausen 51° 22′ 25,5″ N, 7° 1′ 4″ O                 | 1900–1901                                  | Propsteigemeinde St. Ludgerus                                                  | Gemeindekirche          | von Kamillianern errichtet, bildet die Krankenhauskapelle des vom Architekten Peter Aßheuer entworfenen Kamillushauses (heute Suchtklinik) |
| Christi Himmelfahrt                                     |      | IX 42 Fischlaken 51° 23′ 25,8″ N, 7° 1′ 25″ O                | 1964                                       | Propsteigemeinde St. Ludgerus                                                  | profaniert              | Grundsteinlegung im Mai 1963, Neubau von Felix König; noch bestehende Christi-Himmelfahrt-Kirche war 1952 errichtet worden und wegen reger Bautätigkeit im Ortsteil bereits in den 1960er Jahren zu klein; im Mai 2023 profaniert |
| Klosterkirche des Klosters Schuir                       |      | IX 27 Schuir 51° 23′ 43,2″ N, 6° 57′ 20″ O                   | 1934–1936                                  | Barmherzige Schwestern von der hl. Elisabeth                                   | umgenutzt               | Kloster (Mutterhaus) der Barmherzigen Schwestern von der hl. Elisabeth, Orden 1843 gegründet, führte seit 1844 das erste Krankenhaus Essens, das Elisabeth-Krankenhaus. Die Ordensschwestern verließen 2016 das Kloster und zogen ins Seniorenstift Kloster Emmaus in Essen-Schönebeck. Das Kloster wurde zur Aufnahme von rund 500 Flüchtlingen umgebaut. |
| St. Marien                                              |      | V 40 Karnap 51° 31′ 30,5″ N, 7° 0′ 35,6″ O                   | 1962–1963                                  | Pfarrgemeinde St. Hippolytus, Gelsenkirchen-Horst                              | außer Dienst            | Architekt: Hans Schilling; seit September 2007 zur Gelsenkirchener Pfarrei St. Hippolytus gehörig, die aus fünf eigenständigen Gemeinden gebildet wurde; letzter Gottesdienst fand am 10. Februar 2019 statt, danach Kirchenschließung, Verkauf und Abriss geplant. |
| St. Altfrid                                             |      | IX 49 Kettwig-Laupendahl 51° 21′ 9,2″ N, 6° 56′ 50,6″ O      | 1977–1978                                  | Bistum Essen                                                                   | Hauskirche              | Kirche der Jugendbildungsstätte des Bistums Essen, erster Gottesdienst im Dezember 1978, Weihe am 31. Oktober 1981 durch Bischof Franz Hengsbach. Komplex der JBS ursprünglich errichtet vom Industriellen Friedrich Flick in den 1920er-Jahren, ging nach dem Zweiten Weltkrieg als Schenkung an Bischof Hengsbach |
| St. Peter                                               |      | IX 49 Kettwig-Altstadt 51° 21′ 52,4″ N, 6° 56′ 6″ O          | 1826–1830                                  | Pfarrgemeinde St. Peter und Laurentius                                         | Pfarrkirche             | klassizistischer flachgedeckter Bau; Architekten: Otto von Gloeden, Adolph von Vagedes, Karl Friedrich Schinkel; geweiht 1830; barocker Turm wurde 1886 angebaut; 1975/1976 grundlegend saniert; barocker Hochaltar aus dem aufgehobenen Katharinenkloster in Gerresheim |
| St. Josef, gen. St. Josef vor der Brücke                |      | IX 49 Kettwig-vor der Brücke 51° 21′ 20,9″ N, 6° 55′ 50,7″ O | 1934–1937                                  | Pfarrgemeinde St. Peter und Laurentius                                         | Filialkirche            | Architekt: Emil Jung; Grundsteinlegung: 5. August 1934, Einweihung: 4. April 1937 |
| St. Matthias                                            |      | IX 49 Kettwig-Auf der Höhe 51° 22′ 29,6″ N, 6° 56′ 25,3″ O   | 1976                                       | Pfarrgemeinde St. Peter und Laurentius                                         | Filialkirche            | Weihe am 2. Juli 1977 durch Hubert Luthe Architekt: Gottfried Böhm |
| Kapelle Maria im Maien                                  |      | IX 49 Kettwig-Pierburg 51° 22′ 47,6″ N, 6° 57′ 5,1″ O        | 1931–1932                                  | Pfarrgemeinde St. Peter und Laurentius                                         | Kapelle                 | Wallfahrts- und Hochzeitskapelle, bis 1977 Gottesdienstort für Pierburg und Auf der Höhe; Architekt: Emil Jung |

## Apostolische Kirchen

### Apostolische Gemeinschaft
| Name                                | Bild | Stadtteil                                    | Errichtung | Träger                    | Bemerkungen |
| ----------------------------------- | ---- | -------------------------------------------- | ---------- | ------------------------- | --- |
| Apostolische Gemeinde Essen-Borbeck |      | Borbeck-Mitte Armstraße 14                   |            | Apostolische Gemeinschaft | |
| Apostolische Gemeinde Essen-Mitte   |      | Holsterhausen 51° 27′ 0,9″ N, 6° 59′ 11,6″ O | 1963       | Apostolische Gemeinschaft | Der letzte Gottesdienst fand am 24. Oktober 2021 statt. Die Gemeinde wurde aufgegeben, das Gebäude steht zum Verkauf. |
| Apostolische Gemeinde Essen-Kray    |      | Kray 51° 28′ 3,4″ N, 7° 4′ 52″ O             |            | Apostolische Gemeinschaft | Gemeinde 2019 geschlossen                                                                                             |

### Katholisch-Apostolische Gemeinden
| Name                             | Bild | Stadtteil                                     | Errichtung | Träger                            | Bemerkungen |
| -------------------------------- | ---- | --------------------------------------------- | ---------- | --------------------------------- | ----------- |
| Katholisch-Apostolische Gemeinde |      | Holsterhausen 51° 26′ 29,8″ N, 6° 59′ 56,8″ O |            | Katholisch-apostolische Gemeinden |             |

### Neuapostolische Kirchen
Für die Neuapostolische Kirche wird in Deutschland die Abkürzung NAK verwendet. Die 5 (Stand: 2025) Gemeinden im Stadtgebiet Essen gehören zum Bezirk Ruhr-Mitte der Neuapostolischen Kirche Westdeutschland.
| Name              | Bild | Stadtteil                                                              | Errichtung | Träger                                                                | Bemerkungen |
| ----------------- | ---- | ---------------------------------------------------------------------- | ---------- | --------------------------------------------------------------------- | --- |
| NAK Altendorf     |      | Altendorf 51° 27′ 51,1″ N, 6° 58′ 15,4″ O Hüttmannstraße 92            | 1970       | Islamischer Verein der in Essen lebenden afghanischen Mitbürger e. V. | Als Kirche am 12. Juni 2003 geschlossen. Nutzung als Mohammad Mustafa Moschee                                                             |
| NAK Altenessen    |      | Altenessen-Nord 51° 29′ 55,5″ N, 7° 0′ 11,2″ O Hospitalstraße 38       | 1957       | Neuapostolische Kirche Westdeutschland                                | |
| NAK Borbeck       |      | Borbeck-Mitte 51° 28′ 28,3″ N, 6° 57′ 14,9″ O Germaniastraße 220       | 1951       |                                                                       | Die Kirche wurde am 5. November 2023 geschlossen.                                                                                         |
| NAK Burgaltendorf |      | Burgaltendorf 51° 25′ 16,5″ N, 7° 6′ 57,9″ O Holteyer Straße 70        | 1960–1962  |                                                                       | Die Kirche wurde am 19. November 2008 geschlossen.                                                                                        |
| NAK Essen-Ost     |      | Horst 51° 26′ 39,5″ N, 7° 5′ 13,9″ O Dahlhauser Straße 14              | 1979       | Neuapostolische Kirche Westdeutschland                                | vormals NAK Steele |
| NAK Freisenbruch  |      | Freisenbruch 51° 27′ 23,8″ N, 7° 6′ 27,3″ O Rodenseelstr. 249          | 1967       |                                                                       | Die Kirche wurde am 23. Juli 2023 geschlossen.                                                                                            |
| NAK Frintrop      |      | Frintrop 51° 29′ 0,1″ N, 6° 54′ 5,1″ O Jagdstraße 15                   | 1977       |                                                                       | Seit 8. September 2019 geschlossen, Gebäude 2022 niedergelegt                                                                             |
| NAK Frohnhausen   |      | Frohnhausen 51° 26′ 44,5″ N, 6° 58′ 0″ O Wiesbadener Straße 59         | 1972       |                                                                       | Die Kirche wurde am 12. März 2023 geschlossen.                                                                                            |
| NAK Heisingen     |      | Heisingen 51° 23′ 47,3″ N, 7° 4′ 18,2″ O Staelsfeld 62                 | 1964       |                                                                       | Seit dem 25. Januar 2009 geschlossen. |
| NAK Karnap        |      | Karnap 51° 31′ 20,4″ N, 7° 0′ 38″ O Timpestraße 29                     | 1967       |                                                                       | Seit dem 22. Juli 2012 geschlossen. |
| NAK Katernberg    |      | Stoppenberg 51° 29′ 32,4″ N, 7° 1′ 28,6″ O Ramers Kamp 7               | 1970       |                                                                       | geschlossen am 6. September 2009, umgenutzt, seit Dezember 2012 Kindertageseinrichtung                                                    |
| NAK Kettwig       |      | Kettwig 51° 21′ 40,7″ N, 6° 55′ 51,8″ O Eva-Hollands-Weg 6             | 1953       |                                                                       | geschlossen im Mai 2010, umgenutzt, seit 2012 Wohnhaus                                                                                    |
| NAK Kray          |      | Kray 51° 28′ 1,6″ N, 7° 4′ 34,8″ O Schwelmhöfe 7                       | 1965       |                                                                       | seit dem 28. August 2011 geschlossen, wird vom Männer-Vokal-Ensemble Essen als Proberaum genutzt.                                         |
| NAK Kupferdreh    |      | Kupferdreh 51° 23′ 44,2″ N, 7° 5′ 41″ O An den Friedhöfen 55           | 1954       | Neuapostolische Kirche Westdeutschland                                | |
| NAK Nordost       |      | Nordviertel 51° 28′ 5″ N, 7° 0′ 51,3″ O Altenessener Str. 54           | 1975       |                                                                       | Seit dem 23. Oktober 2016 nicht mehr durch NAK genutzt und profaniert, 2017 verkauft. Nutzung durch eine andere christliche Gemeinschaft. |
| NAK Rellinghausen |      | Stadtwald 51° 25′ 16,1″ N, 7° 2′ 14,6″ O Riesweg 67                    | 1927–1928  |                                                                       | Seit dem 1. Januar 2023 geschlossen. |
| NAK Essen-Mitte   |      | Rüttenscheid 51° 25′ 58,8″ N, 7° 0′ 34,2″ O Franziskastraße 46         | 2024       | Neuapostolische Kirche Westdeutschland                                | Neubau an gleicher Stelle der abgerissenen NAK Rüttenscheid.                                                                              |
| NAK Rüttenscheid  |      | Rüttenscheid 51° 25′ 58,8″ N, 7° 0′ 34,2″ O Franziskastraße 46         | 1973       |                                                                       | Wurde am 2. Mai 2020 profaniert und dann abgerissen.                                                                                      |
| NAK Schönebeck    |      | Schönebeck 51° 27′ 11,6″ N, 6° 56′ 6,2″ O Brausewindhang 64            | 1951       |                                                                       | Am 29. Juni 2008 geschlossen. |
| NAK Schonnebeck   |      | Katernberg 51° 29′ 31,7″ N, 7° 3′ 16,7″ O Viermännerhöfe 7             | 1970       |                                                                       | Am 9. Mai 2024 geschlossen und im Juli 2025 abgerissen.                                                                                   |
| NAK Stoppenberg   |      | Stoppenberg 51° 28′ 52,2″ N, 7° 2′ 19,3″ O Hugenkamp 71                | 1970       |                                                                       | geschlossen seit 4. Juli 2005, Nutzung durch eine andere christliche Religionsgemeinschaft                                                |
| NAK Überruhr      |      | Überruhr-Holthausen 51° 25′ 24,2″ N, 7° 5′ 10,5″ O Klapperstraße 92–94 | 1959       | Neuapostolische Kirche Westdeutschland                                | |
| NAK Werden        |      | Fischlaken 51° 23′ 18,6″ N, 7° 1′ 21″ O Wintgenstr. 12                 | 1968       | Neuapostolische Kirche Westdeutschland                                | Die Gemeinde bestand seit 1908, Kirche seit dem 27. Juni 2010 geschlossen.                                                                |

## Kirche Jesu Christi der Heiligen der Letzten Tage
| Name                | Bild | Stadtteil                               | Errichtung | Träger                                            | Bemerkungen |
| ------------------- | ---- | --------------------------------------- | ---------- | ------------------------------------------------- | ----------- |
| Kirche Jesu Christi |      | Bredeney 51° 25′ 6,4″ N, 6° 59′ 44,6″ O |            | Kirche Jesu Christi der Heiligen der Letzten Tage |             |

## Jehovas Zeugen
| Name                         | Bild | Stadtteil                                 | Errichtung | Träger         | Bemerkungen |
| ---------------------------- | ---- | ----------------------------------------- | ---------- | -------------- | --- |
| Königreichssaal Altenessen   |      | Altenessen                                |            | Zeugen Jehovas | Gebäude dient drei Gemeinden als Gottesdienststätte.                                                                    |
| Königreichssaal Frohnhausen  |      | Frohnhausen 51° 26′ 38,8″ N, 6° 58′ 44″ O |            | Zeugen Jehovas | Gebäude diente drei Gemeinden als Gottesdienststätte. Seit einigen Jahren anderweitig genutzt.                          |
| Königreichssaal Rüttenscheid |      | Rüttenscheid                              |            | Zeugen Jehovas | Gebäude in der Sabinastraße verfügt über zwei Gottesdiensträume.                                                        |
| Königreichssaal Steele       |      | Steele 51° 26′ 39,7″ N, 7° 5′ 23,6″ O     | 1995       | Zeugen Jehovas | In Steele befindet sich ein Königreichssaal: in der Bochumer Landstraße (Abbildung, 1995 in Schnellbauweise errichtet). |

## Synagogen
| Name                    | Bild | Stadtteil                                    | Errichtung | Träger                        | Status                | Bemerkungen |
| ----------------------- | ---- | -------------------------------------------- | ---------- | ----------------------------- | --------------------- | --- |
| Erste Essener Synagoge  |      | Stadtkern                                    | vor 1683   |                               | nichts mehr vorhanden | Essens erste Synagoge wurde 1683 in einem Ratsprotokoll erwähnt. Sie stand Im Zwölfling, früher Untere Bergstraße. |
| Zweite Essener Synagoge |      | Stadtkern 51° 27′ 29,2″ N, 7° 0′ 33,1″ O     | 1808       |                               | nichts mehr vorhanden | Grundstück an der 2. Weberstraße (heute Gerswidastraße) 1805 von der etwa hundertköpfigen jüdischen Gemeinde gekauft, Synagoge 1808 eingeweiht, außer dem Grundriss ist architektonisch nichts bekannt                                                                                    |
| Dritte Essener Synagoge |      | Stadtkern 51° 27′ 29,2″ N, 7° 0′ 33,1″ O     | 1868–1870  |                               | niedergelegt          | an Ort und Stelle der Zweiten Synagoge von der nun etwa 600-köpfigen jüdischen Gemeinde errichtet, 1879 eingeweiht, Gebäude mit zwei Türmen und orientalischen Einflüssen, bis zur Fertigstellung der Alten Synagoge 1912 als Gotteshaus genutzt, nach profaner Nutzung 1937 niedergelegt |
| Alte Synagoge           |      | Stadtkern 51° 27′ 23″ N, 7° 1′ 0″ O          | 1911–1913  | Stadt Essen                   | umgenutzt             | Einweihung am 25. September 1913; Architekt: Edmund Körner – Seit dem Krieg nicht mehr als Synagoge genutzt, es wurde das Haus jüdischer Kultur eingerichtet; Gebäude seit 1985 unter Denkmalschutz                                                                                       |
| Neue Synagoge           |      | Südostviertel 51° 26′ 50,5″ N, 7° 1′ 29,6″ O | 1958–1959  | Jüdische Kultusgemeinde Essen | Gemeindezentrum       | Synagoge und Gemeindehaus an der Stelle eines 1932 gebauten und in der Pogromnacht 1938 zerstörten Jugendheims; durch Jüdische Kultusgemeinde Essen am 21. Oktober 1959 eröffnet; Architekten: Dieter Knoblauch und Heinz Heise                                                           |
| Synagoge (Steele)       |      | Steele 51° 26′ 55″ N, 7° 4′ 38,6″ O          | 1883       |                               | zerstört              | Am 14. September 1883 geweiht, in der Pogromnacht 1938 zerstört, danach niedergelegt; Lage war beim Isinger Tor 4/Ahestraße |

## Moscheen
| Name                       | Bild | Stadtteil                                    | Errichtung | Träger                           | Bemerkungen |
| -------------------------- | ---- | -------------------------------------------- | ---------- | -------------------------------- | --- |
| DITIB-Zentralmoschee       |      | Altendorf 51° 27′ 23″ N, 6° 57′ 57,5″ O      | 2008–2023  | Moscheeverein; Dachverband DITIB | Kuppelbau mit Gebetsraum und Minarett; entstand durch Umbau eines ehemaligen Schuhlagers |
| Fatih-Moschee              |      | Katernberg 51° 30′ 18,7″ N, 7° 2′ 55,5″ O    | 1997–2002  | Moscheeverein; Dachverband DITIB | Kuppelbau mit Gebetsraum, Empore und Minarett; Baubeginn: 2. November 1997 |
| Salahu d-Dîn Moschee       |      | Altenessen-Nord 51° 30′ 0,1″ N, 6° 59′ 56″ O | 2011–2019  | arabische Salahu d-Dîn-Gemeinde  | Moschee mit Gemeindezentrum, Gemeinde in den 1990er-Jahren von kurdischen und libanesischen Flüchtlingen gegründet, 384 Gebetsplätze, Baukosten von rund 2,5 Millionen Euro durch Einzelspenden finanziert |
| Yavuz-Sultan-Selim-Moschee |      | Kray-Nord                                    |            |                                  | entstanden durch Umbau des Empfangsgebäudes vom Bahnhof Essen-Kray Nord |